# 梅赛德斯-奔驰Citaro
梅赛德斯-奔驰 Citaro或梅赛德斯-奔驰 O530（德語：Mercedes Benz Citaro）是一款由德国Mercedes-Benz/EvoBus公司为城市公共交通设计制造的单层巴士，发布于1997年，以替代奔驰前代城市巴士——Mercedes-Benz O405、O405N系列。
生产至今，奔驰Citaro衍生出多种型号，长度从最短的Citaro K(10.5m)到最长的Citaro GL 2(20.9m)有多种长度可供选择，同时动力形式也可选择柴油、天然气、混合动力等燃料版本以满足客户需求。
在2010年8月25日，第30000台Citaro由奔驰曼海姆工厂交付客户。2011年，第三代奔驰Citaro巴士系列正式发布。

### 型号
城市巴士版本

城市巴士版本可提供的型号
低地板巴士（low floor）
- 10.503m    两轴（Citaro K）
- 11.950m    两轴（Citaro）
- 14.995m    三轴（Citaro L）
- 17.940m    三轴（Citaro G）
- 19.540m    四轴（Citaro GL"CapaCity"）
- 20.995m    四軸（Citaro GL 2"Capacity L")

低入口巴士（low entry）
- 12.040m    两轴(Citaro LE)

城郊、城间巴士版本

城郊、城间巴士版本可提供的型号，该版本所有座位都安装在座椅平台上。
低地板巴士（low floor）
- 11.950m    两轴（Citaro Ü）
- 13.008m    两轴（Citaro MÜ）
- 14.995m    三轴（Citaro LÜ）
- 17.940m    三轴（Citaro GÜ）

低入口巴士（low entry）
- 12.040m    两轴(Citaro LE Ü)
- 13.057m    两轴（Citaro LE MÜ）

## 前脸款式

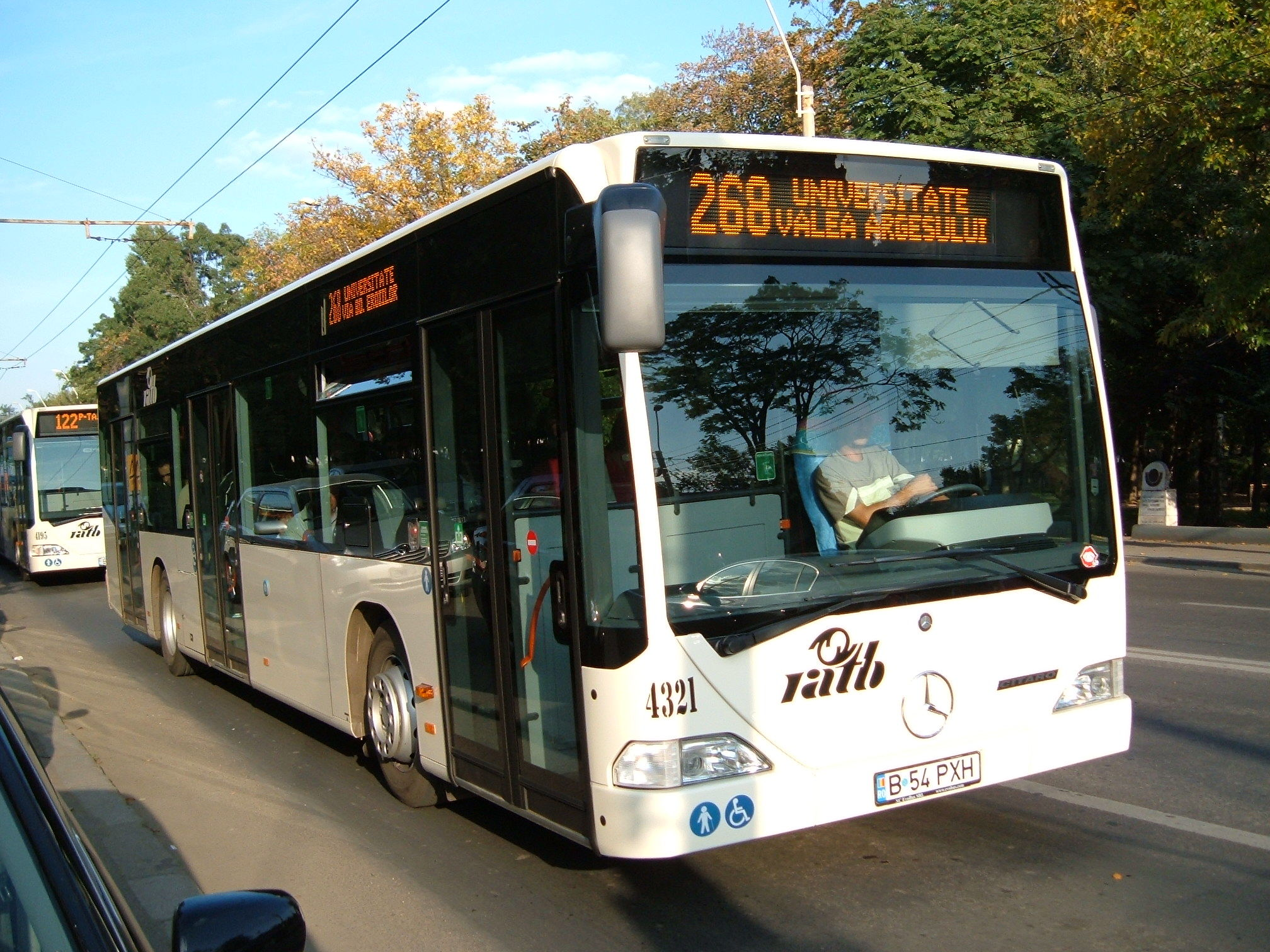
旧款造型的Citaro在罗马尼亚布加勒斯特

运营商可以选择两种不同的前脸款式：一个是标准设计的前脸，它的特征是车头路线显示屏是成一定角度倾斜的，这一版本主要为了城市巴士市场。同时，另一个由一整块挡风玻璃与路线显示屏覆盖在一起的版本也可使用，这个版本主要是为城间巴士设计使用。不过，所有Citaro型号都可以使用以上两款前脸版本。
别的用户定制包括乘客门的数量、种类以及车内布局，提供两种座椅种类也作为标准选择范围的一部分。再有一个为城市巴士版本使用的基本型号和为长距离运输线路使用的增强型号，但是两者也能用在所有Citaro型号上。

## 发动机
常规柴油版本Citaro可选用达到Euro 5/EEV排放标准的OM906hLA（210kW/281PS）或OM457hLA（220kW/299PS、260kW/354PS）以及Euro 6排放標準的OM936hLA/OM470hLA（220kW/299PS)或 (260kW/354PS)的柴油发动机，除了常规的柴油发动机之外，Citaro也能选用符合Euro IV排放的天然气发动机(M447hLAG)/(M936G)，额定功率185kW(252PS)或240kW(326PS)。后者主要用于城间巴士和铰接巴士，或者运营在多斜坡地形的标准长度（12m）城市巴士。带有环境友好汽车（EEV）认证的发动机意味着它们的废气排放水平比欧盟五型汽车排放标准更加高。
歷代發動機列表:
Euro 2: OM447hLA
Euro 3: OM906hLA/OM457hLA
Euro 4: OM906hLA/OM457hLA
Euro 5/ EEV: OM906hLA/OM457hLA
Euro 6: OM936hLA/OM470hLA
CNG: M447hLAG/M936G

## 新版本
在2005年，Mercedes-Benz/EvoBus发布了一个新版本的Citaro，同时引进了符合欧盟四、五、EEV废气排放标准的发动机。除了较小的技术变更之外，主要考虑容纳新一代的发动机。外观设计也有所更改，新款造型看上去比旧款造型有了更少的棱角，与此同时，内饰也做了相应的更改。旧版本的产品在2006年秋天停产。同时发布Citaro LE和Citaro LE Ü两款型号，这两款型号在老款设计里从未被发表过。

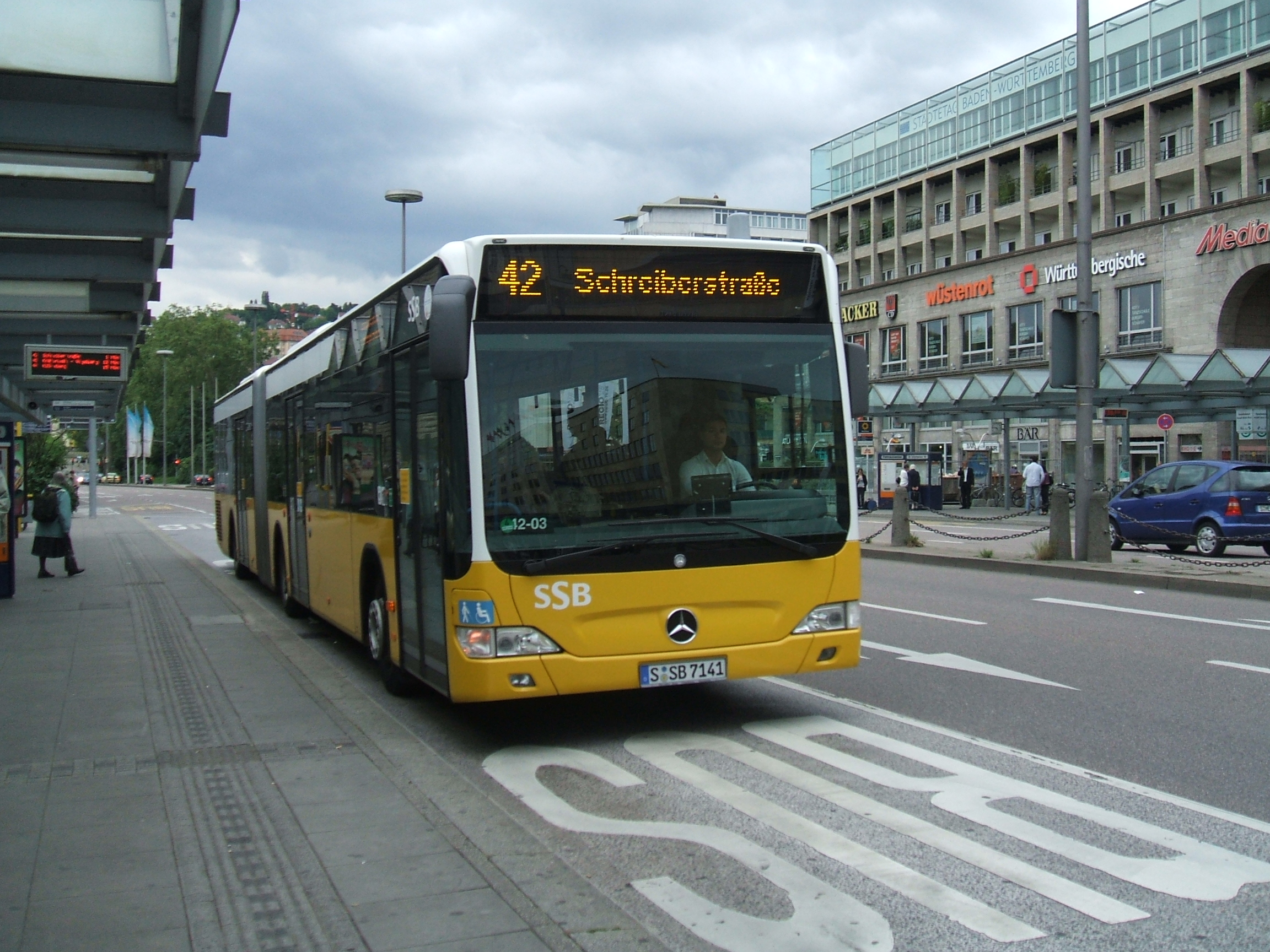
Citaro G在德国斯图加特

## 非标准车身
作为唯一的，德国公共交通运营商汉诺威üstra和莱比锡LVB收到一批Citaro，这批Citaro巴士的车身是由英国著名设计师詹姆斯·欧文（James Irvine）为2000年德国汉诺威世界博览会而特别设计。在展会期间，莱比锡的车辆被借到汉诺威，但是，展会结束之后，它们被送回莱比锡正常服务。所有其它的Citaro车身都是按照Mercedes-Benz的标准设计，然而有一定数量的Citaro底盘的车身是由独立的制造商制造，最著名的是瑞士的HESS。然而，近年来Citaro只作为一个完整的产品销售。

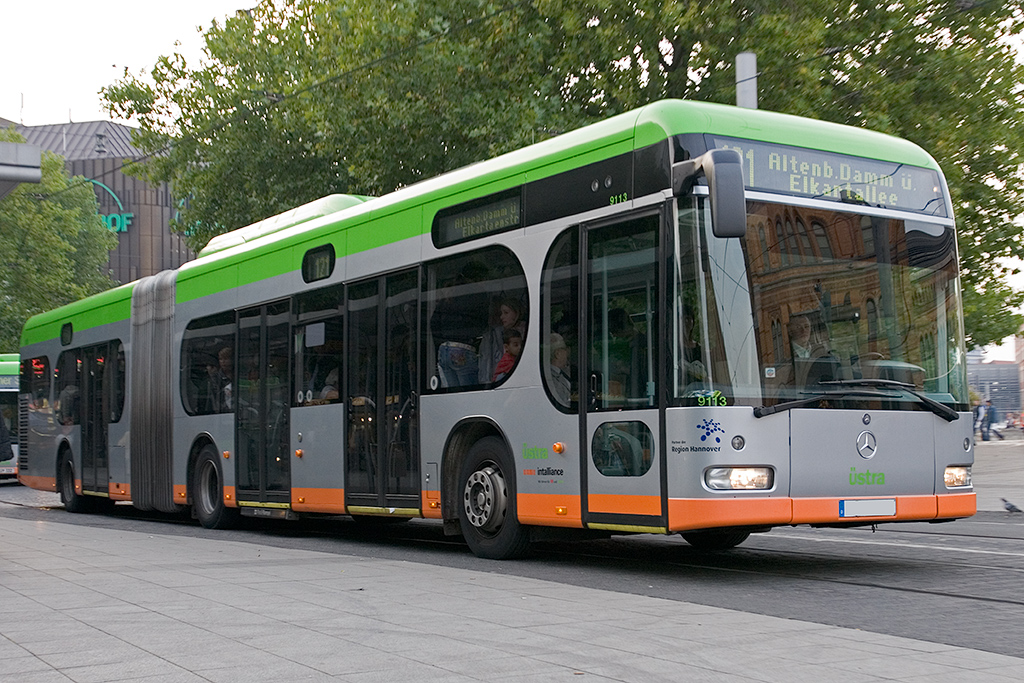
德国汉诺威Irvine Citaro G

## 無軌电车版本
在2007年，匈牙利塞格德（Szeged）的巴士运营商SZKT将一台常规的Citaro改装成一辆无轨电车（Citaro O 530 Tr12/TV.EU）。到了2010年4月，有5辆Citaro电车已经开始服务，更多这样的车将在不久的将来出现。SZKT的这一举动也正好弥补了Citaro没有电车版本的缺憾。

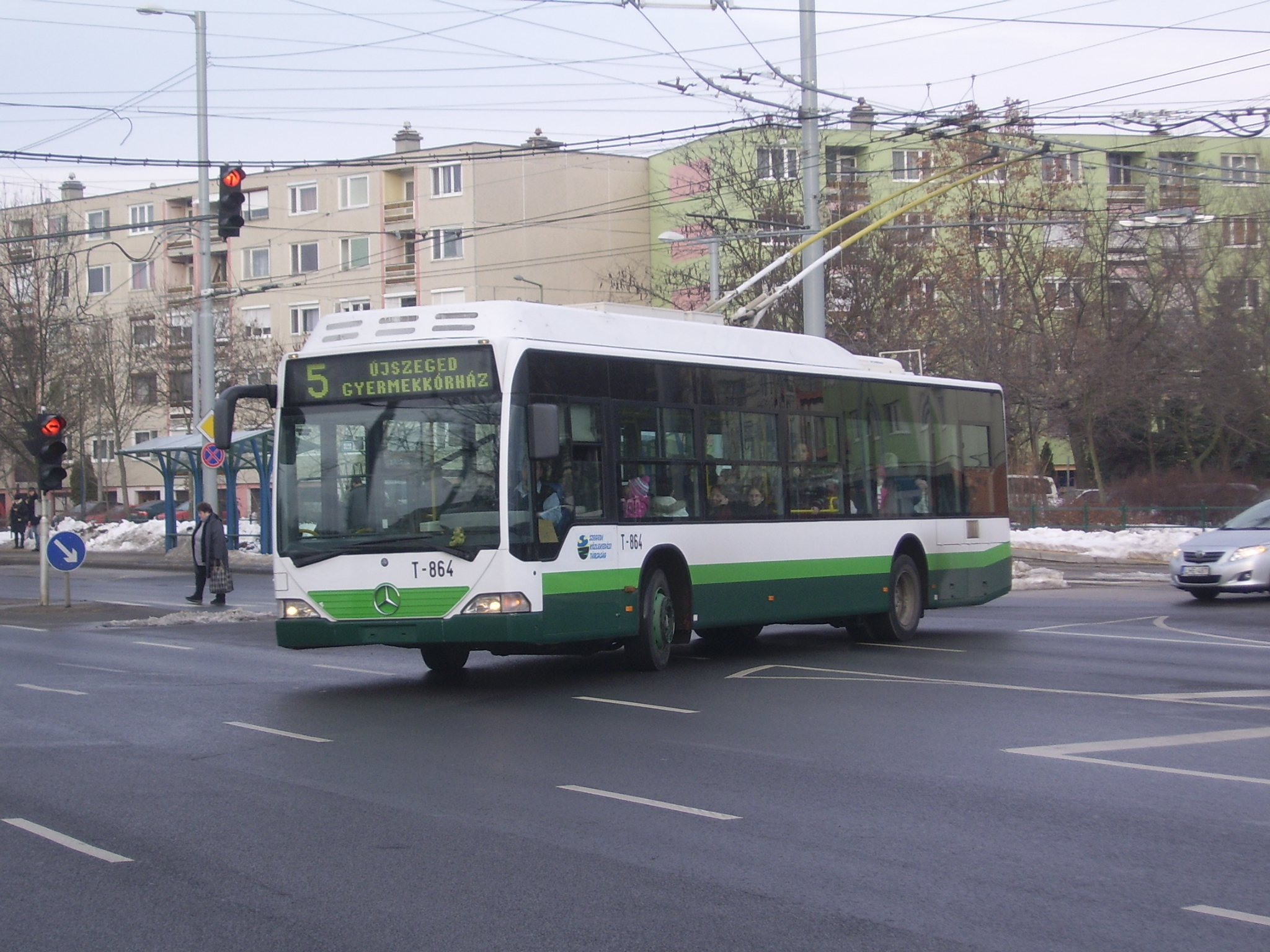
匈牙利塞格得無軌電車Citaro

## 其它
在2009年，迪拜救护车服务中心得到3台Citaro，这些车被改造成世界最大的救护车。

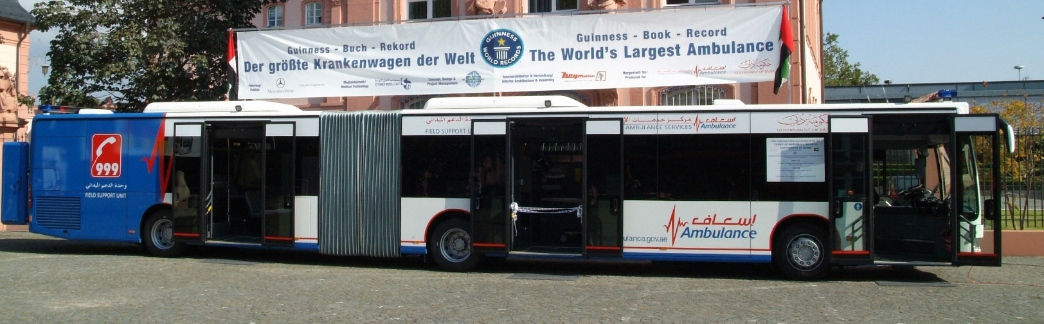
世界上最大的救護車

## 清洁能源车

### 氢燃料电池版本
常规的Citaro既有柴油或天然气动力，也有氢燃料电池动力版本，称作Citaro BZ(O 530BZ)，约有35台这样的巴士在各种不同的世界城市作运行测试服务（Fuel cell bus trial），为了测试氢燃料电池在不同的运营环境和状况下的可行性，特别是在各种天气状况下。

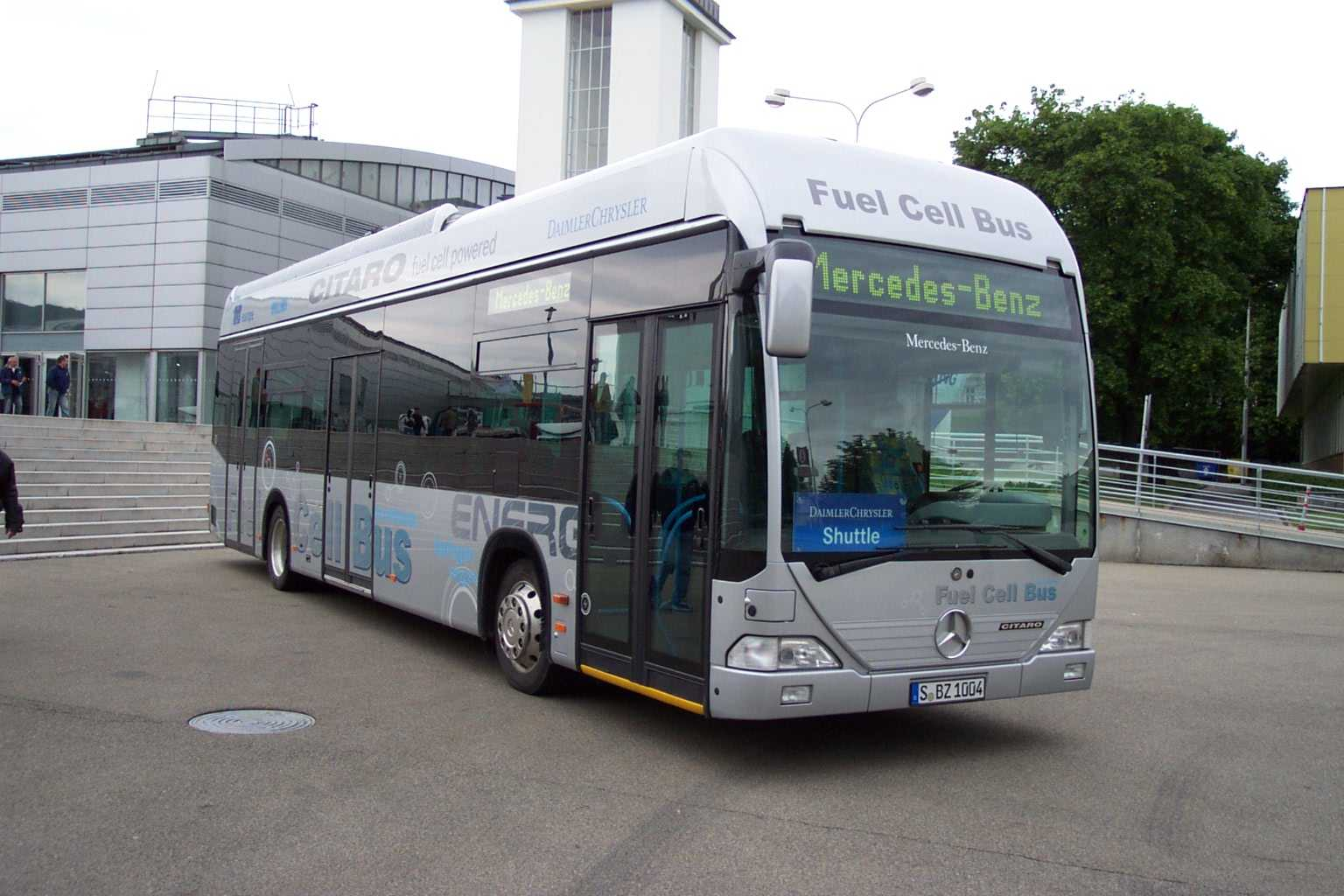
左軚版氫燃料電池版本Citaro

### 油电混合动力版本
Mercedes-Benz Citaro G BlueTec Hybrid是一种串联式混合动力铰接客车，由一个重450kg、4.8L、四汽缸、功率160kW(218 PS)的OM924LA柴油发动机为位于车顶的19.4 kWh锂离子电池组发电，电池组驱动位于第二桥、第三桥的4个各80kW轮边电机使车辆运行（对比常规的巴士柴油发动机：6汽缸、12L、重1000kg）。电池组也能够通过再生制动回收电力为其充电。
制造者希望它能够比常规柴油Citaro巴士节省20%-30%的燃料。与公共交通运营商合作的测试计划开始在2009年。

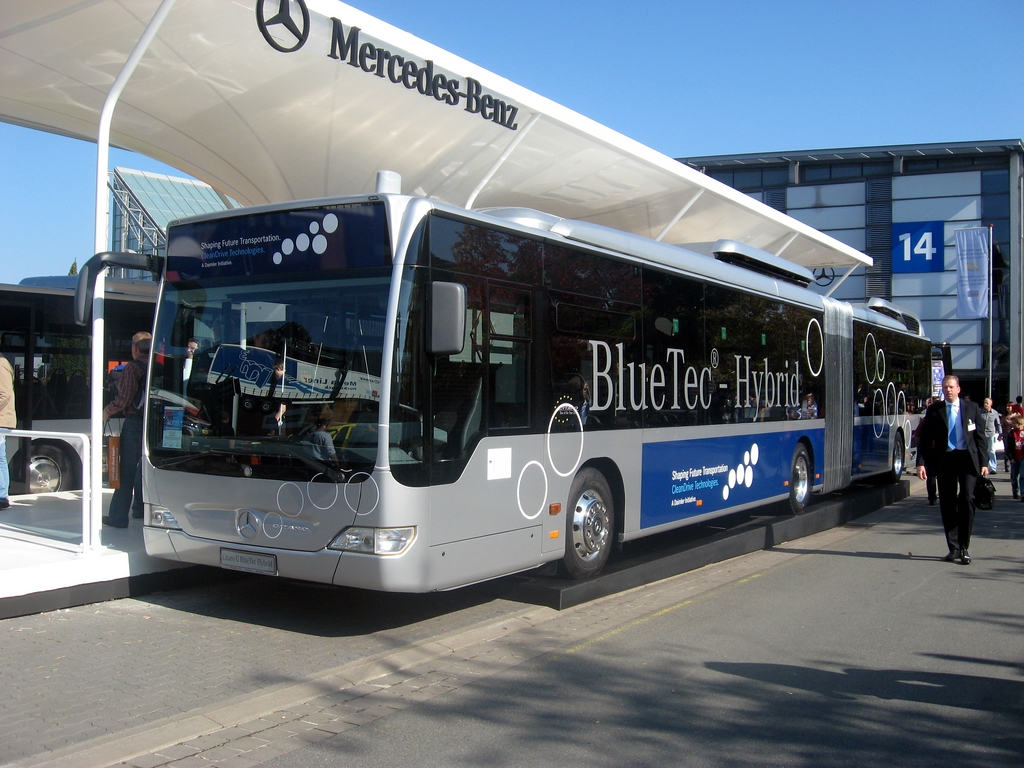
正在展出中的板樣油电混合动力版本Citaro G BlueTec Hybrid

### 電動版本

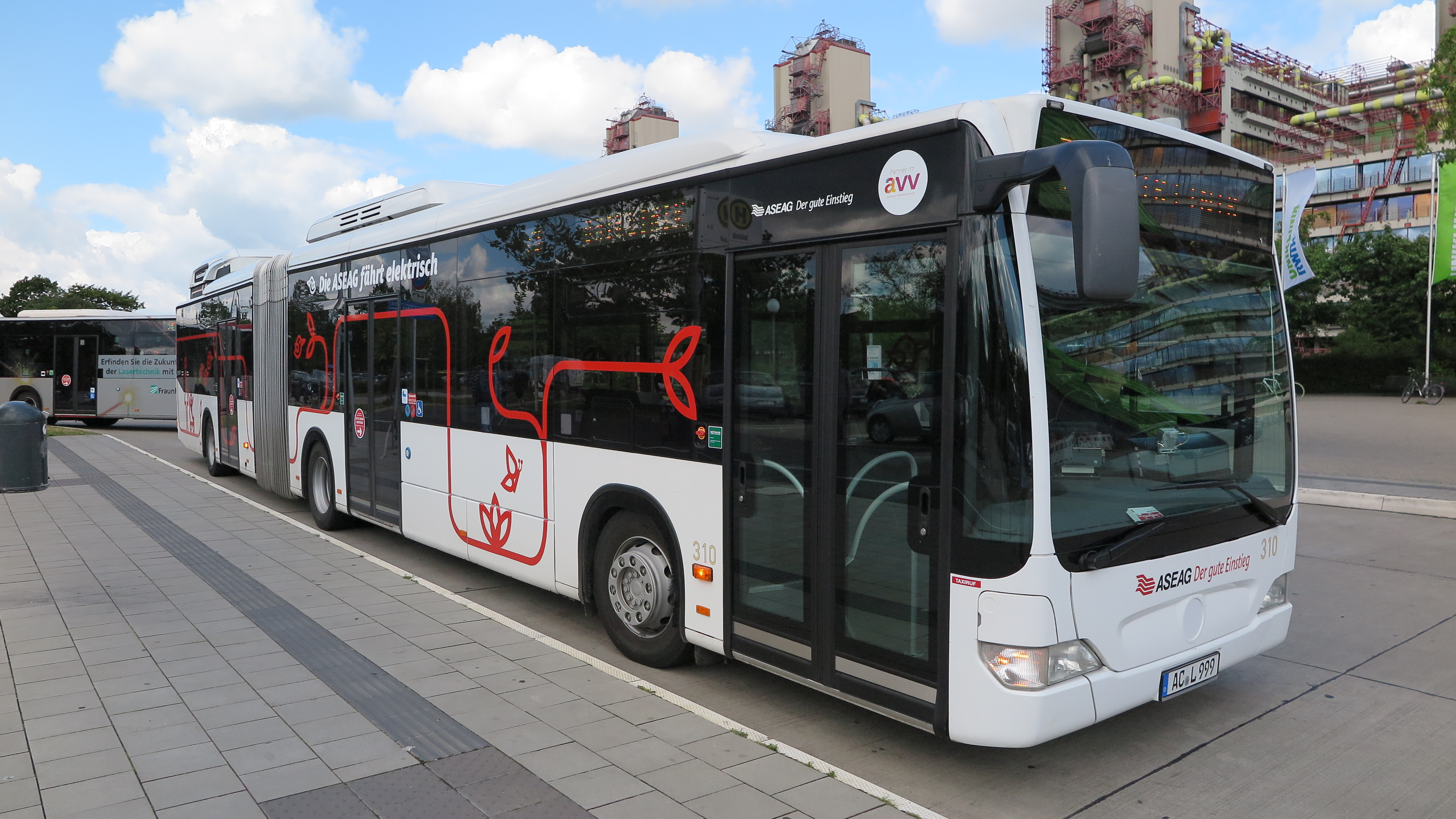
ASEAG的純電動電池車Citaro G

2014年，德國的阿琛市巴士和電車營運公司ASEAG改裝了一輛柴油版的Citaro G轉變為一輛純電動電池車。這輛車作為現在eCitaro的樣本車。

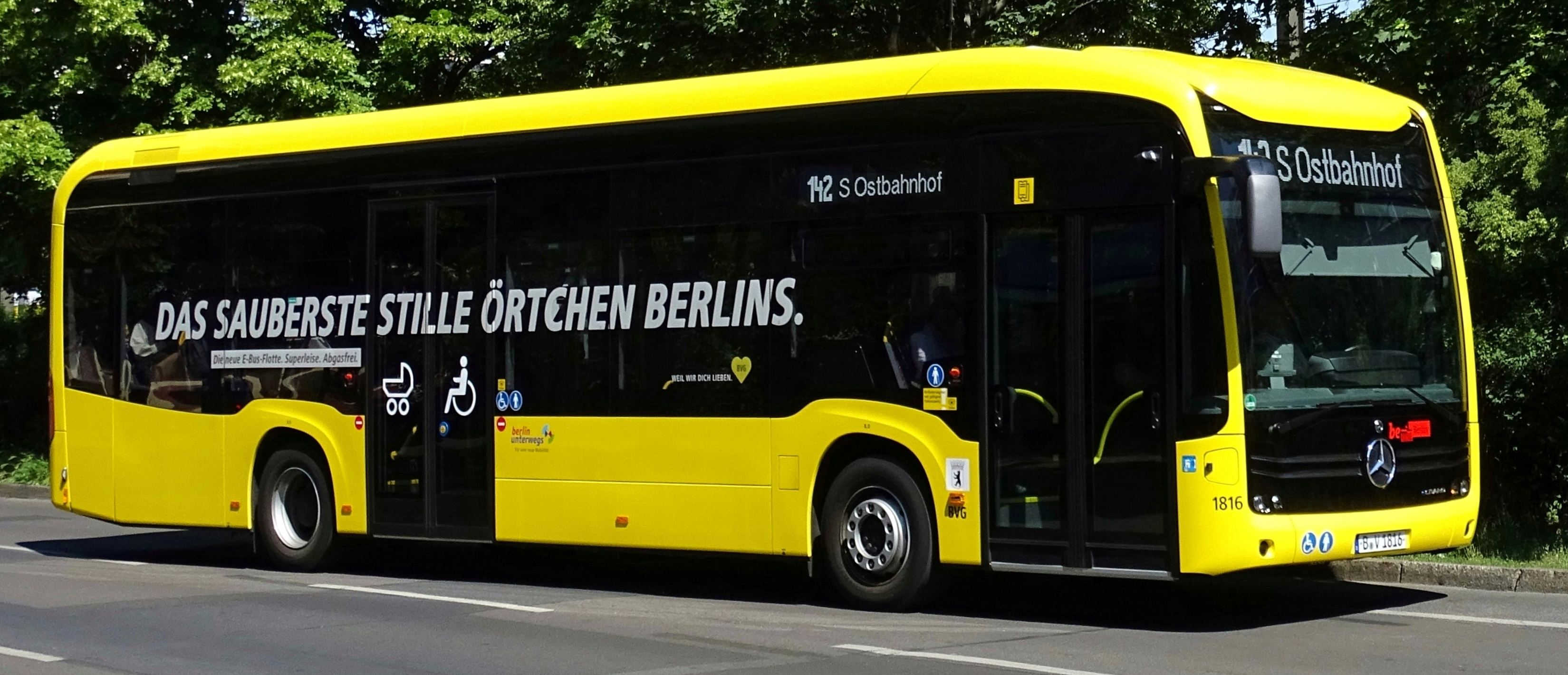
柏林BVG的eCitaro

2018年，奔馳推出了eCitaro和eCitaro G，行駛距離可達250公里

## 使用地区
Citaro的使用地大多集中在欧洲地区，几乎欧洲各地都有Citaro的身影，特别是它的生产地——德国，德国的公共交通系统中，最多见的就是Benz和MAN两大著名商用车公司制造的Citaro和Lion's City系列以及它们的前代产品。

#### 倫敦

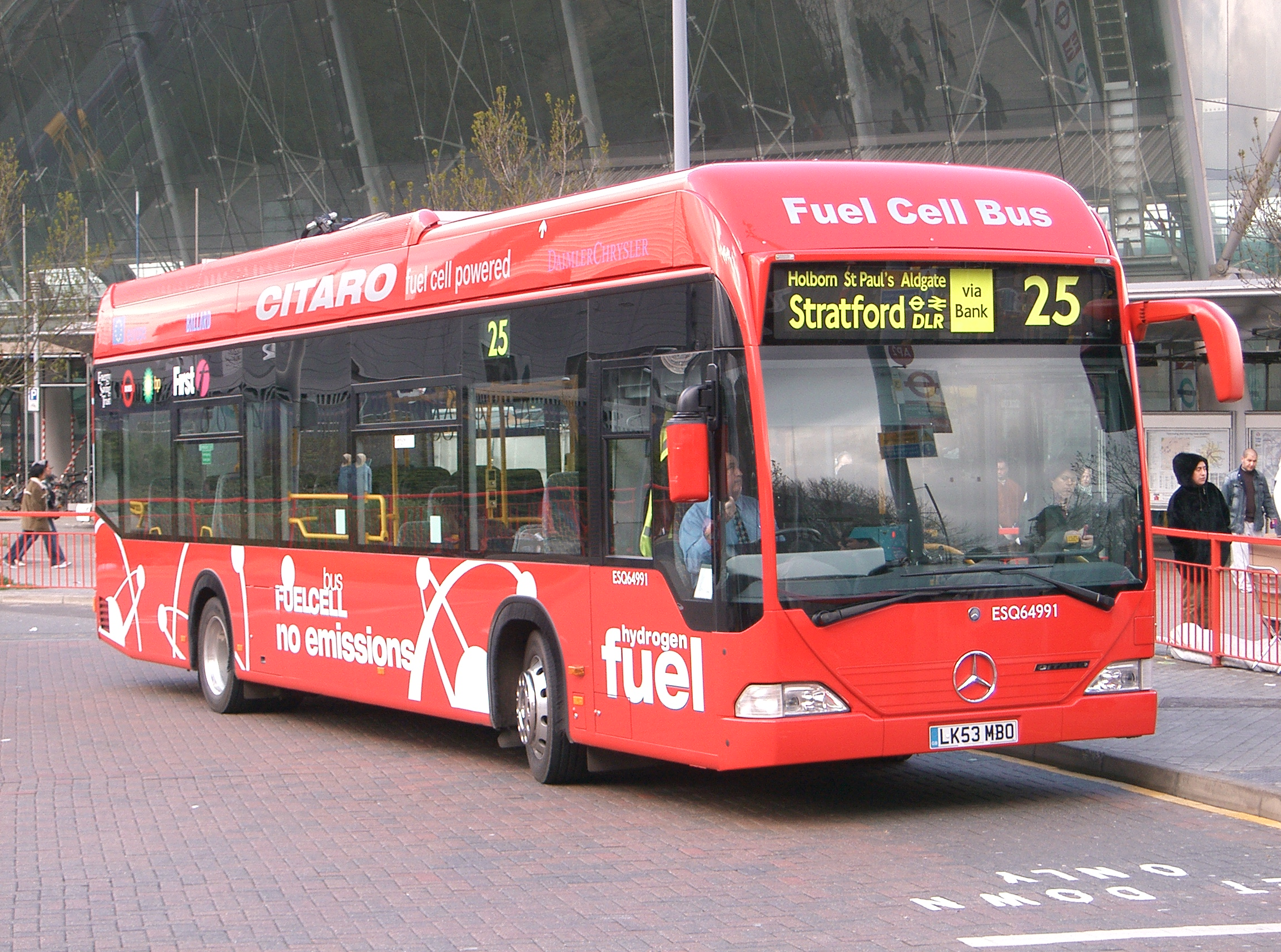
倫敦右軚版氫電池版本Citaro

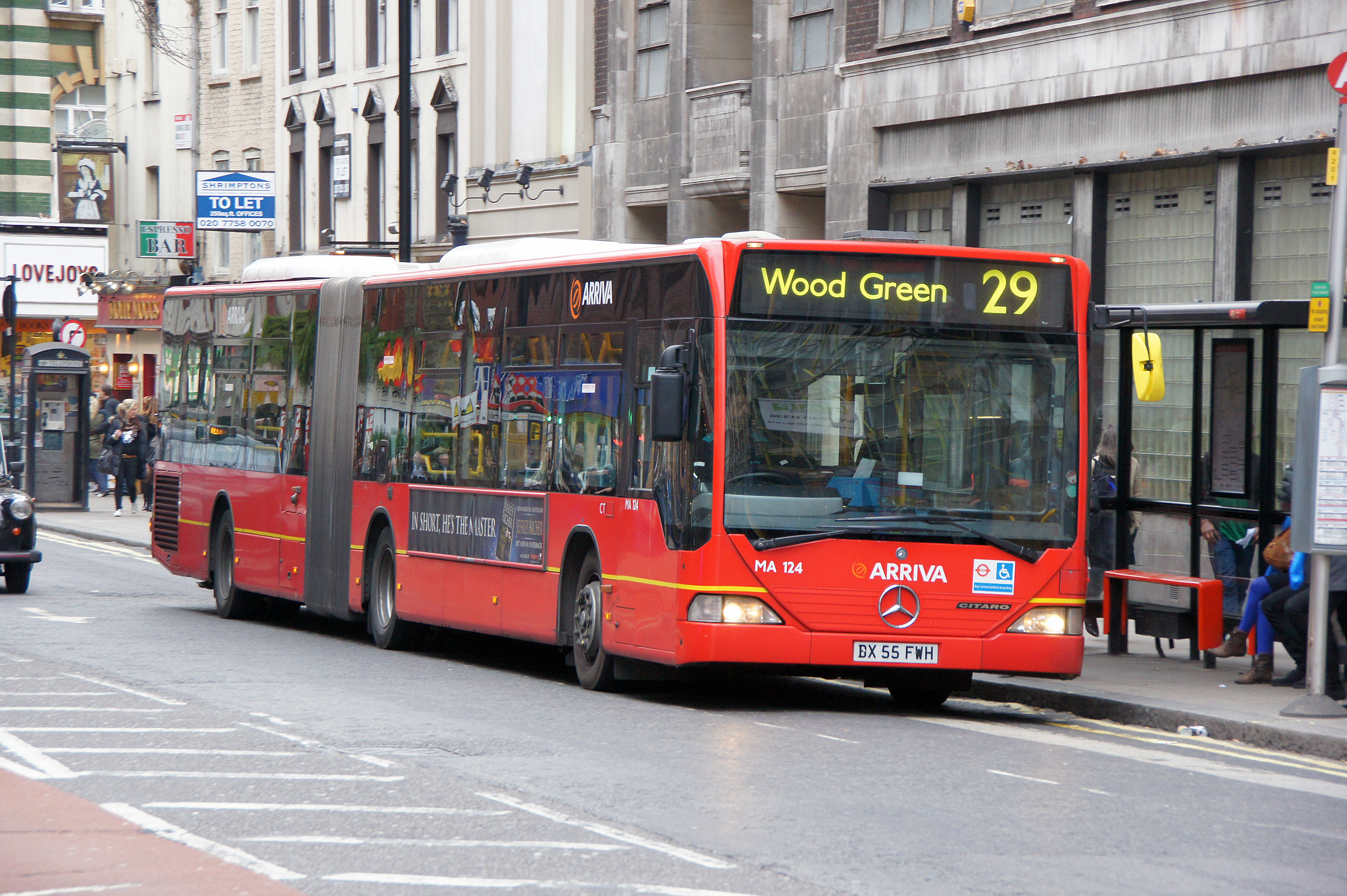
倫敦右軚版Citaro G

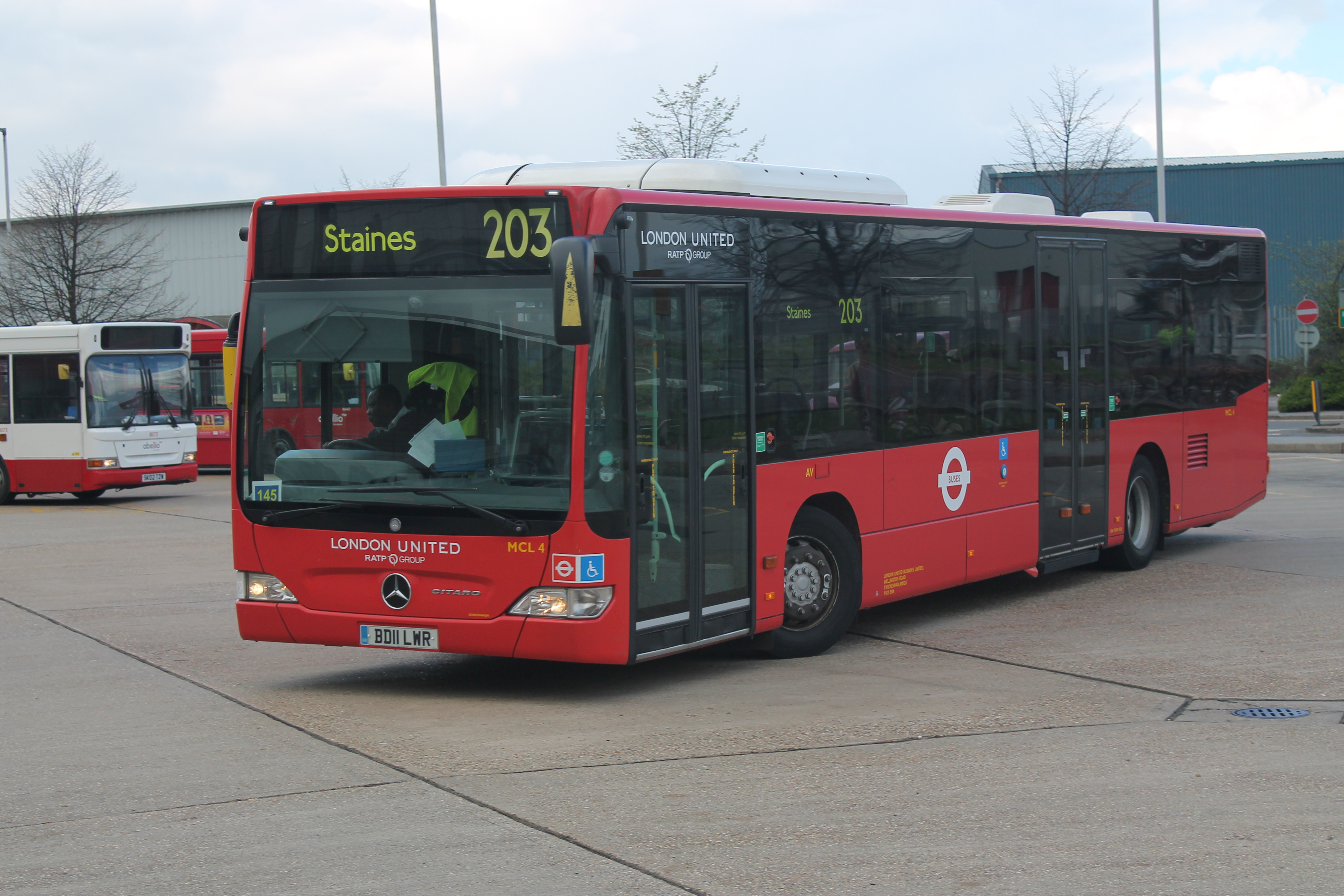
倫敦右軚版Citaro

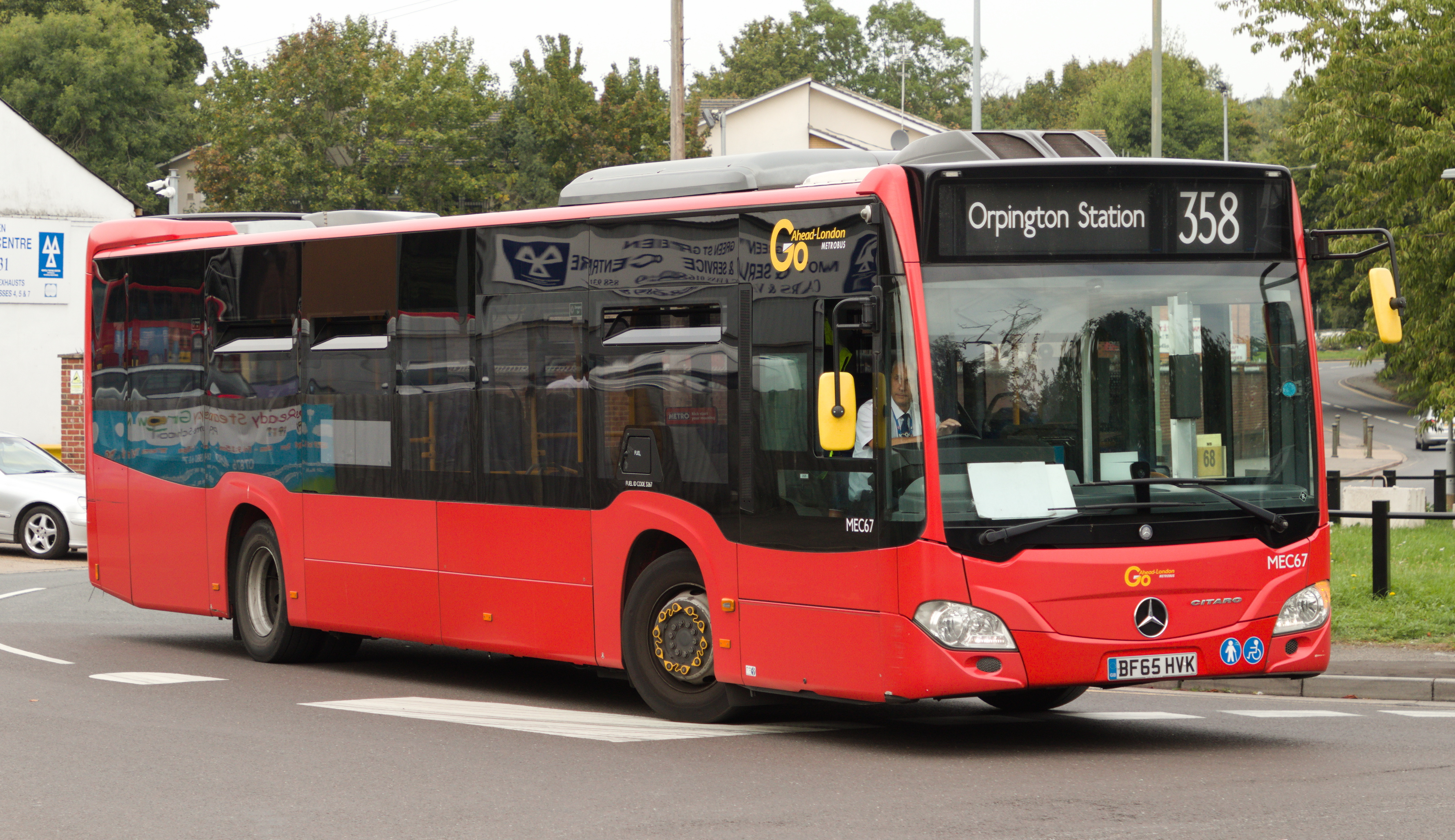
倫敦右軚版Citaro C2

### Citaro在英国

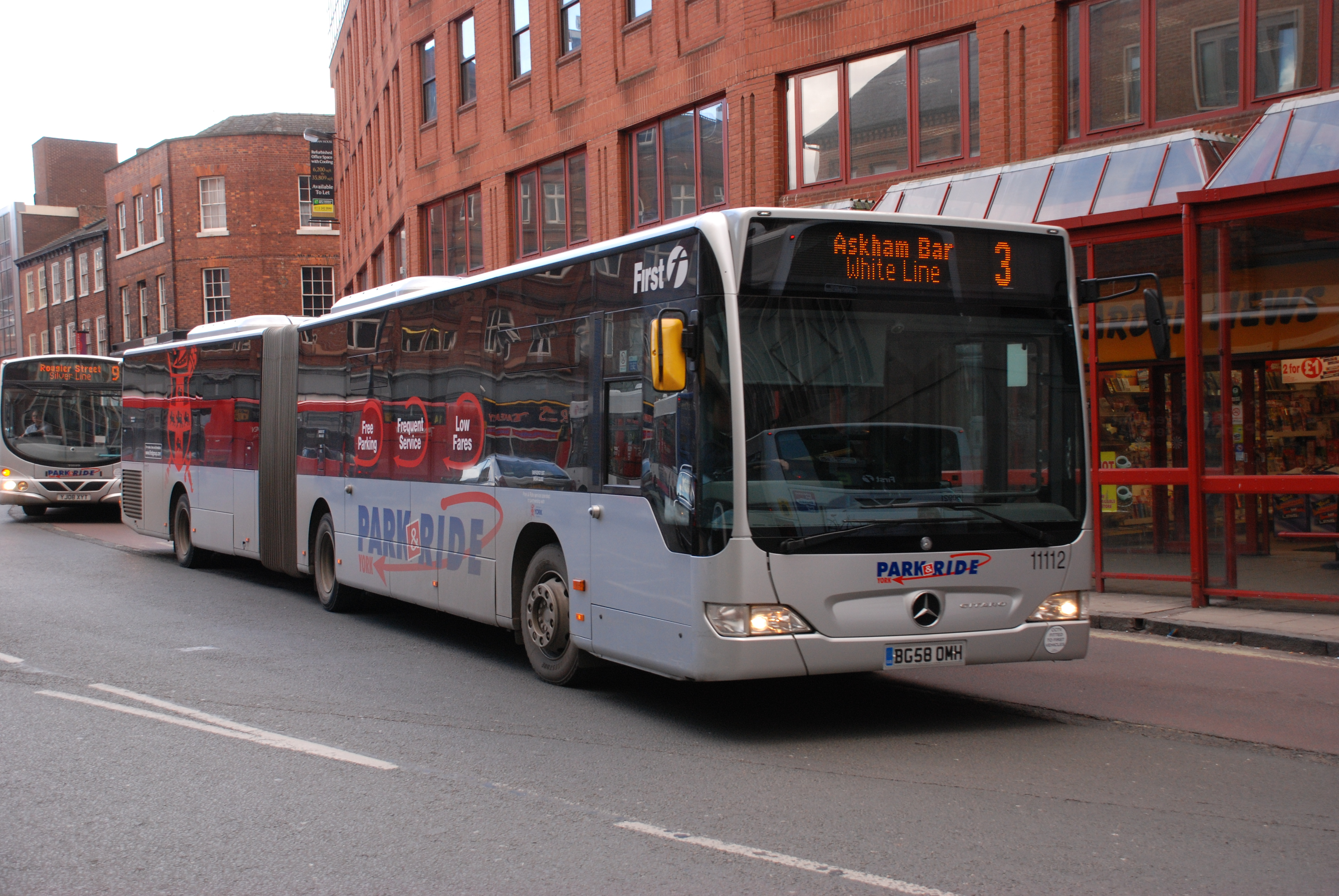
約克P&R Citaro G

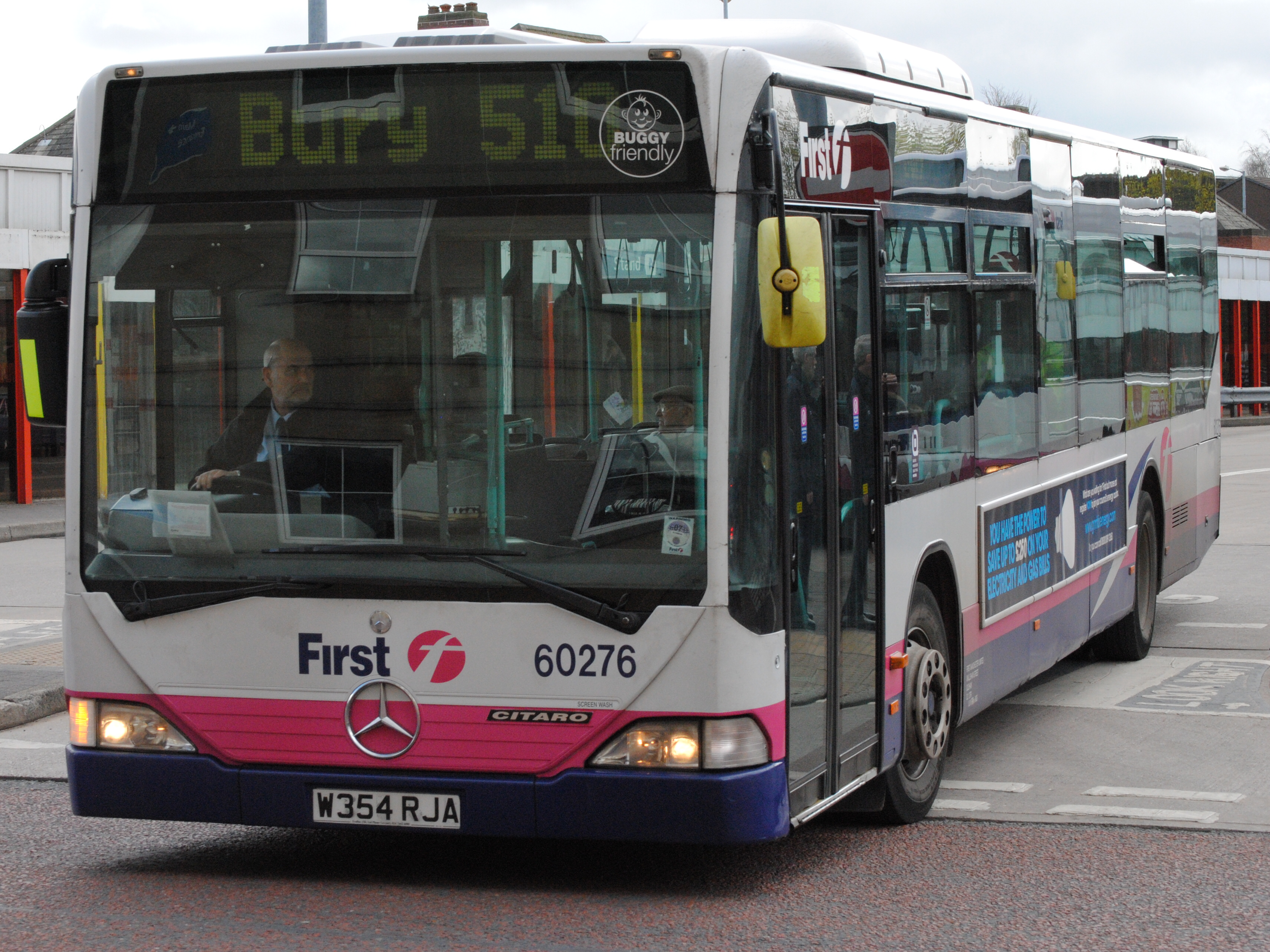
英國的Citaro多數為單門車

#### 伦敦火灾
在2003-2004年的时候，英国伦敦的伦敦交通局（Transport for London）购买了一些Mercedes-Benz Citaro G铰接巴士，其中有4部巴士发生自燃，但是这些事故没有发生人员伤亡。事实上，有一台车甚至是在交付途中就发生自燃，并无法解释自燃原因。Mercedes-Benz对待这个问题，将这些巴士召回一段时间，同时，刚刚退役的AEC Routemaster又短暂的回归运营了一段时间。不幸的是，这些巴士被认为是破坏了铰接巴士在英国的声誉，一些伦敦人为这些Citaro G起了个绰号——“烈火战车”（Chariots of Fire）。

### Citaro在中南美洲
在中南美洲，Citaro并未大量应用于公共交通系统中，只有墨西哥有14部西班牙制造的Citaro在墨西哥国立自治大学内部的BRT系统上运营。

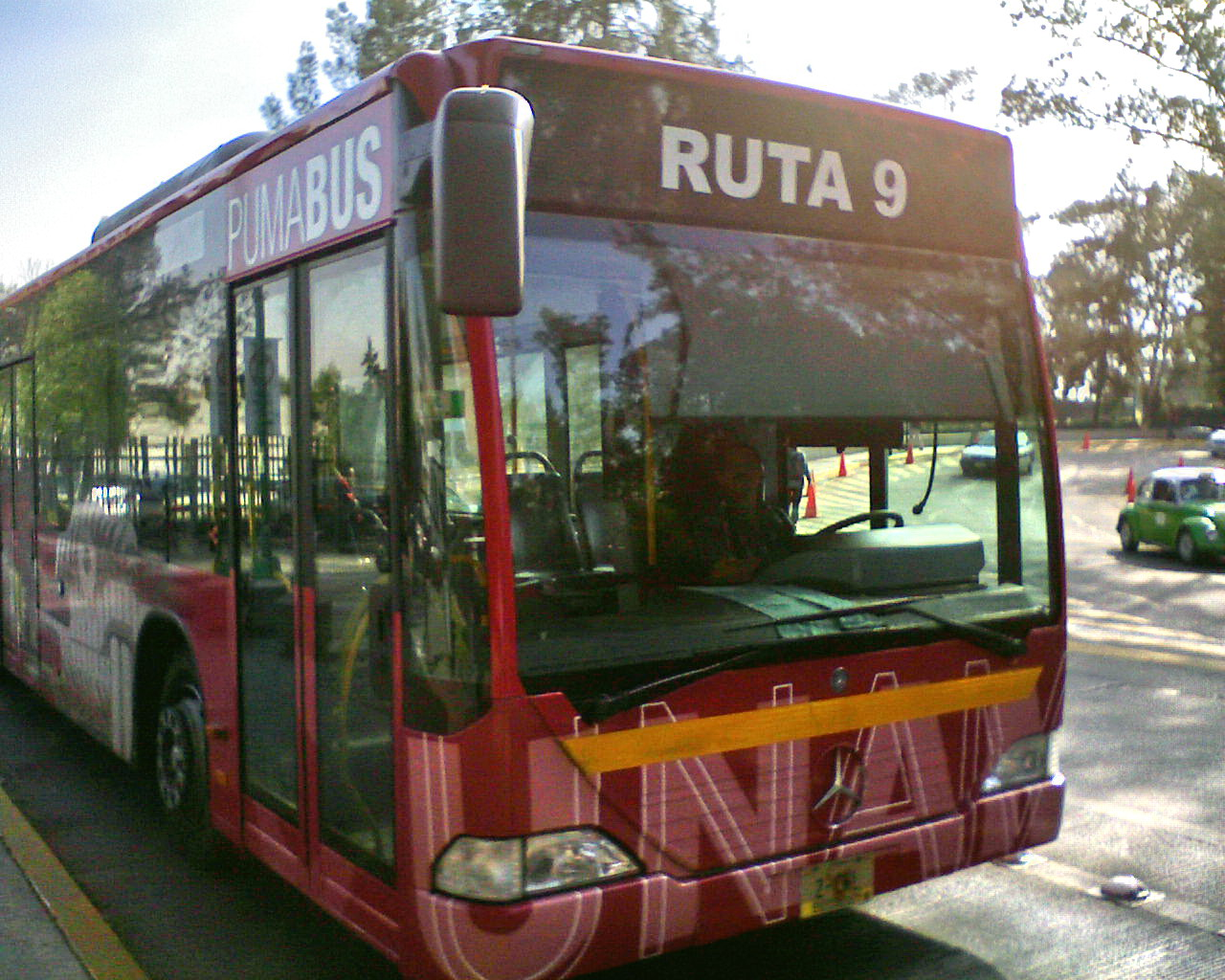
Pumabus的Citaro

有传言称，有若干公共交通运营企业有计划收购这些Citaro。

### Citaro在亚洲
較少亚洲地区的公共交通營辦商採用Citaro，但日本、新加坡等地亦有一定数量的第二代Citaro或者Citaro G，採用柴油引擎。

### Citaro在新加坡
在新加坡，每一間巴士公司都有自己的Citaro車隊，令Citaro成為全新加坡數量最多的單層公車。
新加坡Citaro歷史
SMRT：2010年引入了一輛第二代Citaro(SMB136C),並開啟了Citaro在新加坡的營運。直至現在, SMRT一共引入51輛Euro 5 Citaro。包括1輛使用ZF Ecomat波箱, 9輛使用ZF Ecolife波箱以及41輛使用Voith波箱。

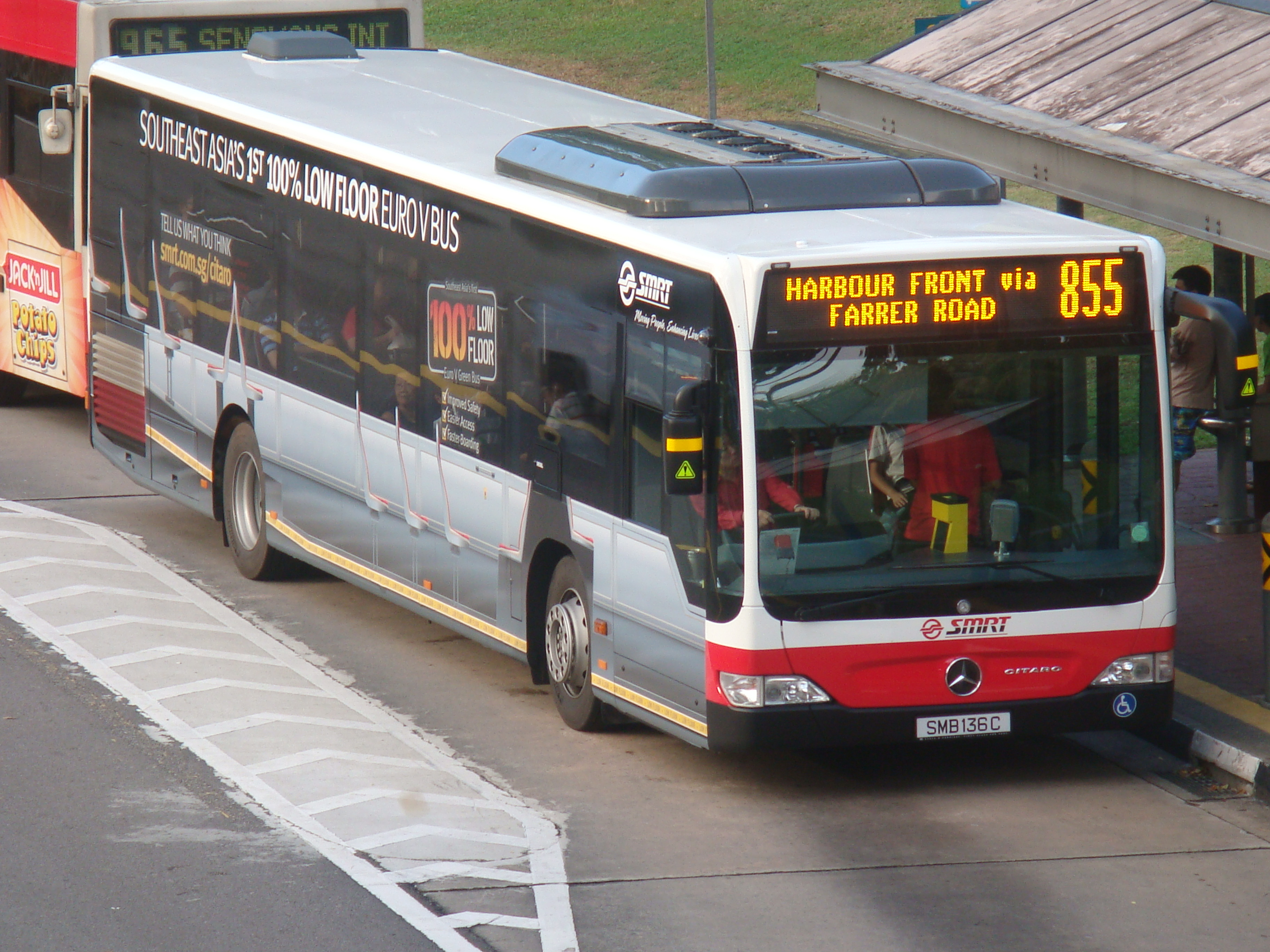
全新加坡第一輛Citaro

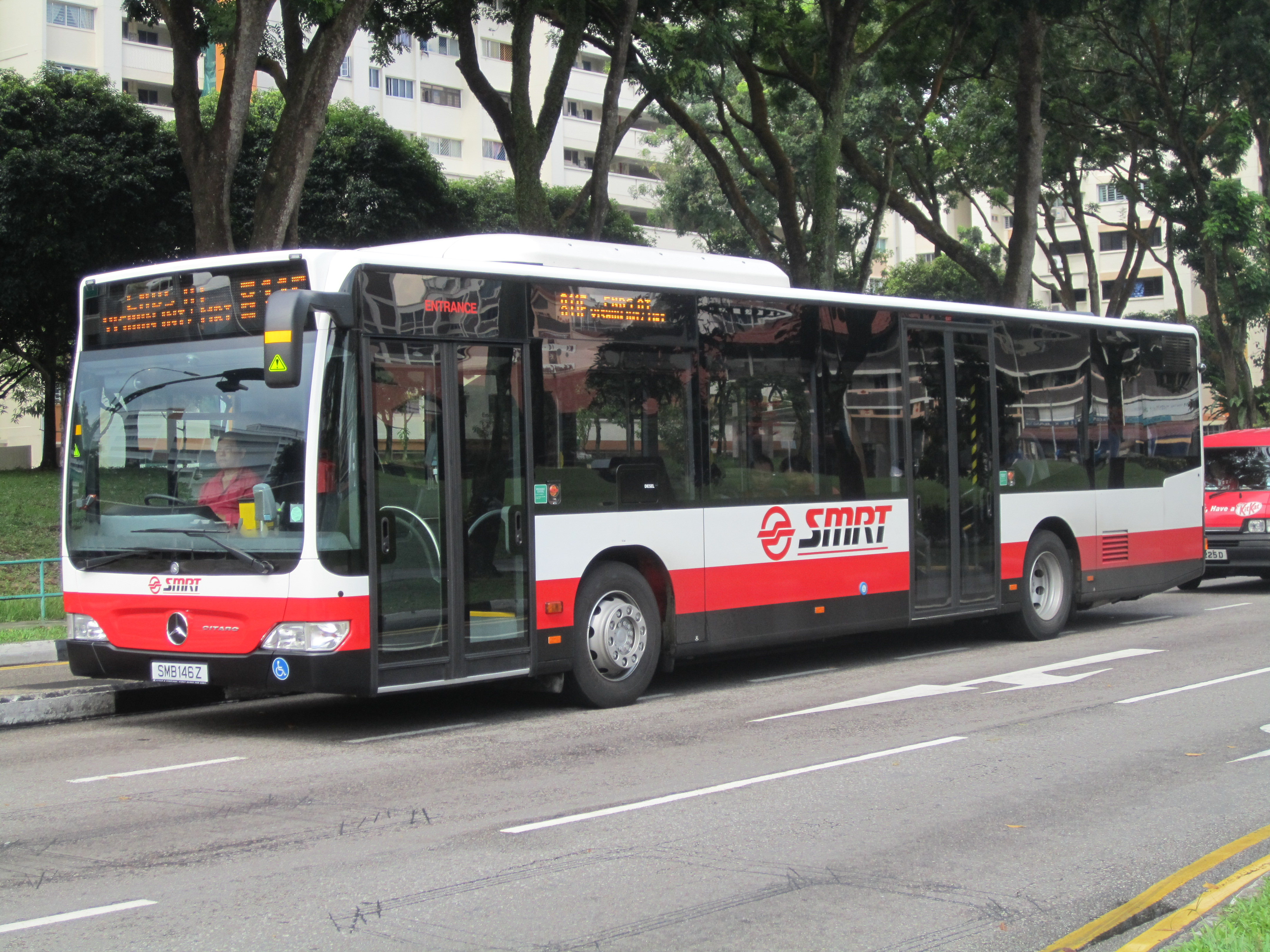
新加坡SMRT的Citaro

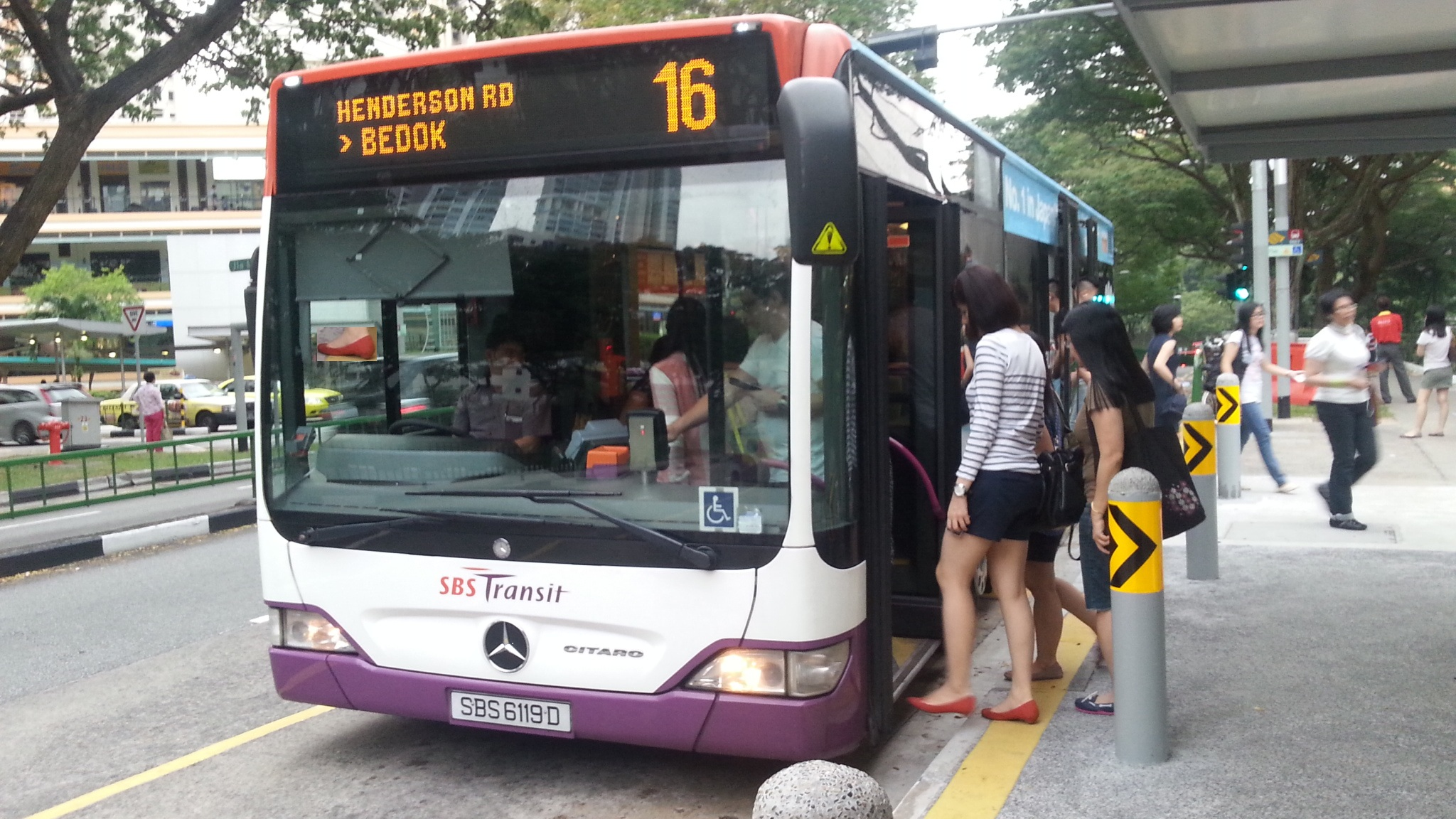
新加坡SBST的Citaro

新捷運:SBST一共引入了一千多輛Citaro，全部配置Voith波箱。某部分車輛因新加坡巴士服務改善計劃(BSEP)而轉營運至Go Ahead或Tower Transit。
Tower Transit(新加坡)：本公司從2016年由SBST購入約100輛Citaro。

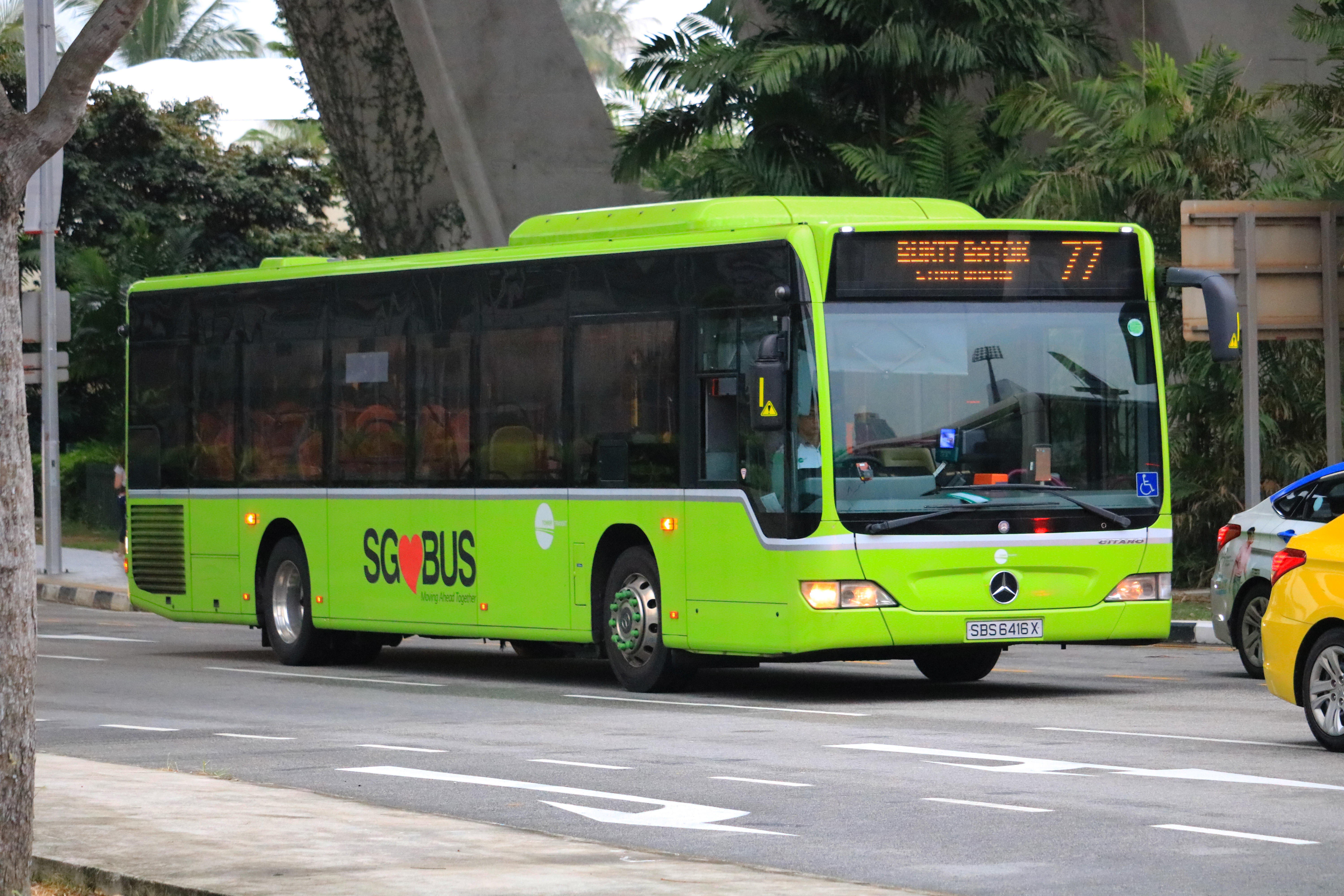
新加坡Tower Transit的Citaro

前進新加坡：本公司從2016由SBST購入約215輛Citaro。

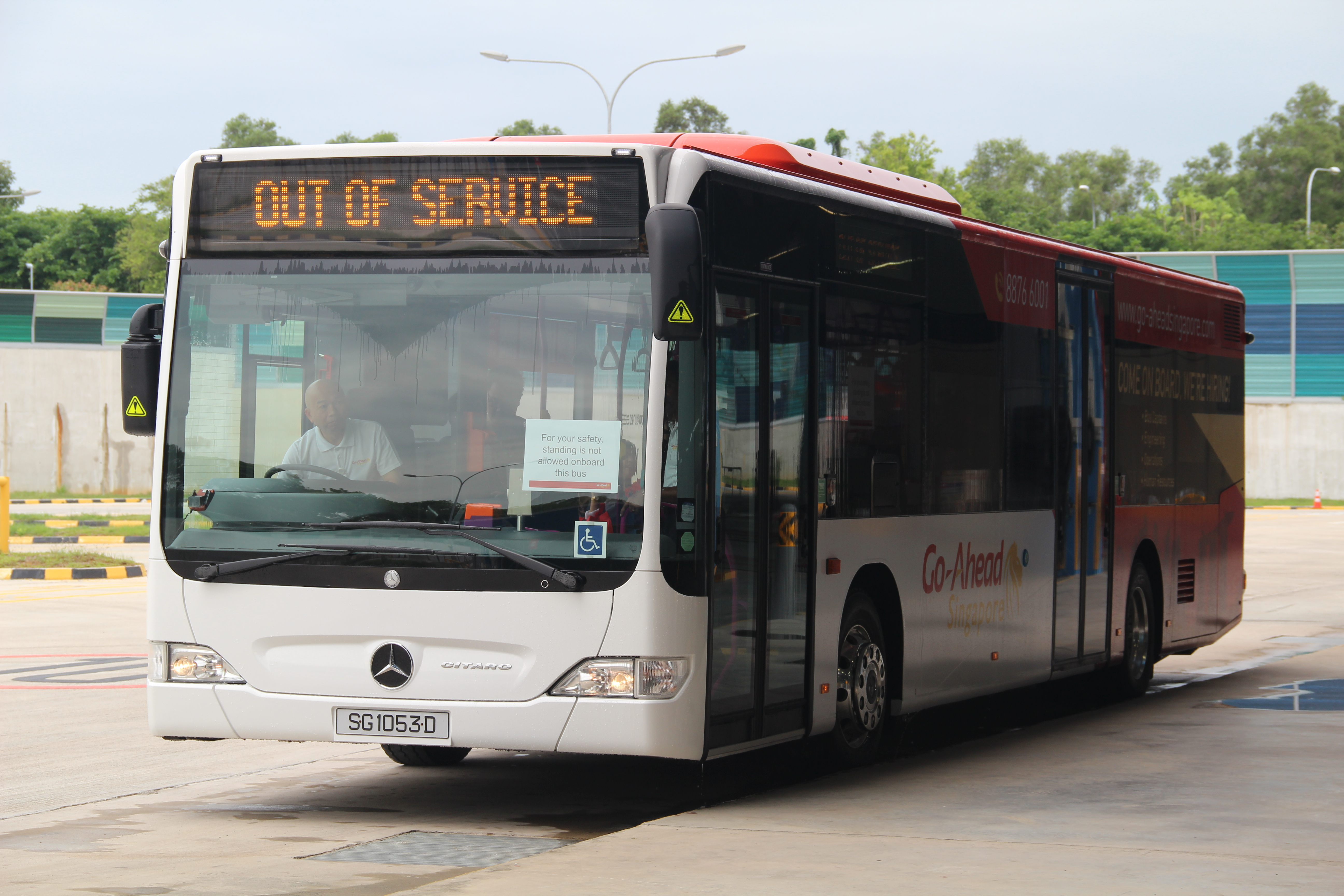
新加坡Go Ahead的Citaro

混合動力版本：此外, 新捷運還購入了一輛混合動力版的Citaro，本車採用OM936hLA Euro 6環保引擎以及Voith DIWA 6波箱。本車曾行走過93或272路，以及跟Volvo B5LH進行環保測試比較。本車已在2021年3月8日退下火線。

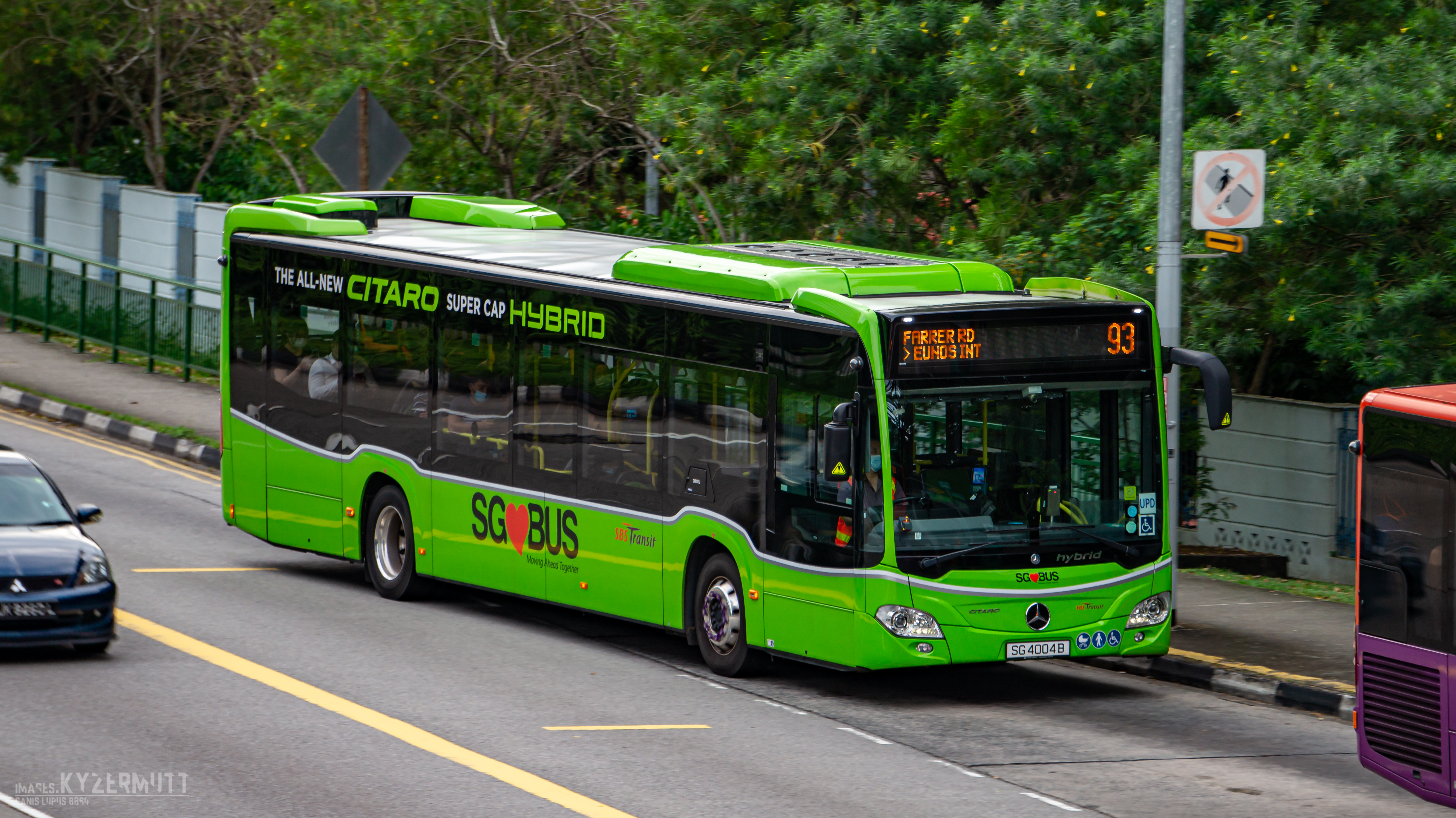
混合動力Citaro

### Citaro在中国

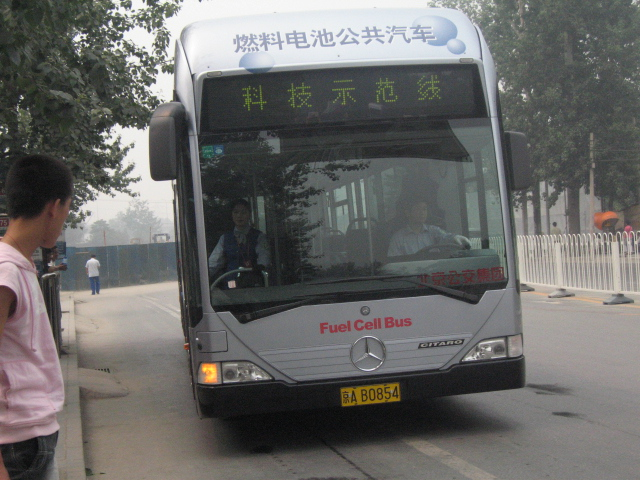
北京的氫燃料電池Citaro

中国没有大批量的Citaro运营，只有北京公交集团在2006年收到由Mercedes-Benz/EvoBus送出的3台Citaro BZ(O 530BZ)作为奔驰氢燃料电池客车全球测试计划（Fuel cell bus trial）的一部分，从2006年6月20日开始运行于北京公交801区间，这3台Citaro BZ目前已停止运行。

### Citaro在韓國
跟中國一樣，韓國沒有大量購入Citaro，但在愛寶樂園購入了約20輛Citaro LÜ，配置OM457hLA發動機及ZF Ecolife 6AP1400B波箱。

### Citaro在日本
目前日本只有Citaro G在營運。
日本在2010年起開始使用Citaro G，由京成巴士首先導入10輛及15輛，跑幕張副都心路線。

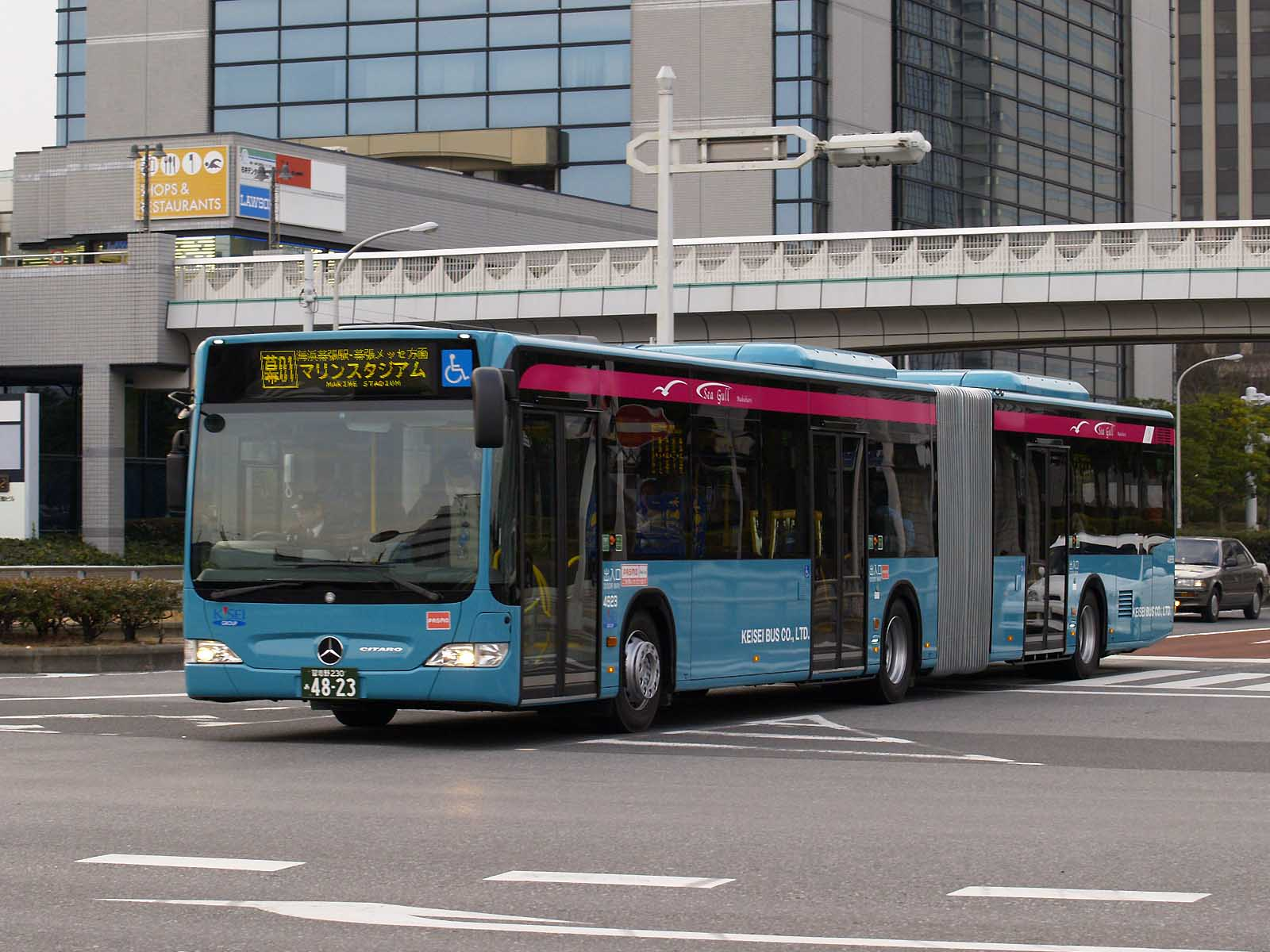
京成巴士Citaro G(no.4823)

接著在2012年，神奈川中央交通也購入了該型車4輛(ま201-ま204)。

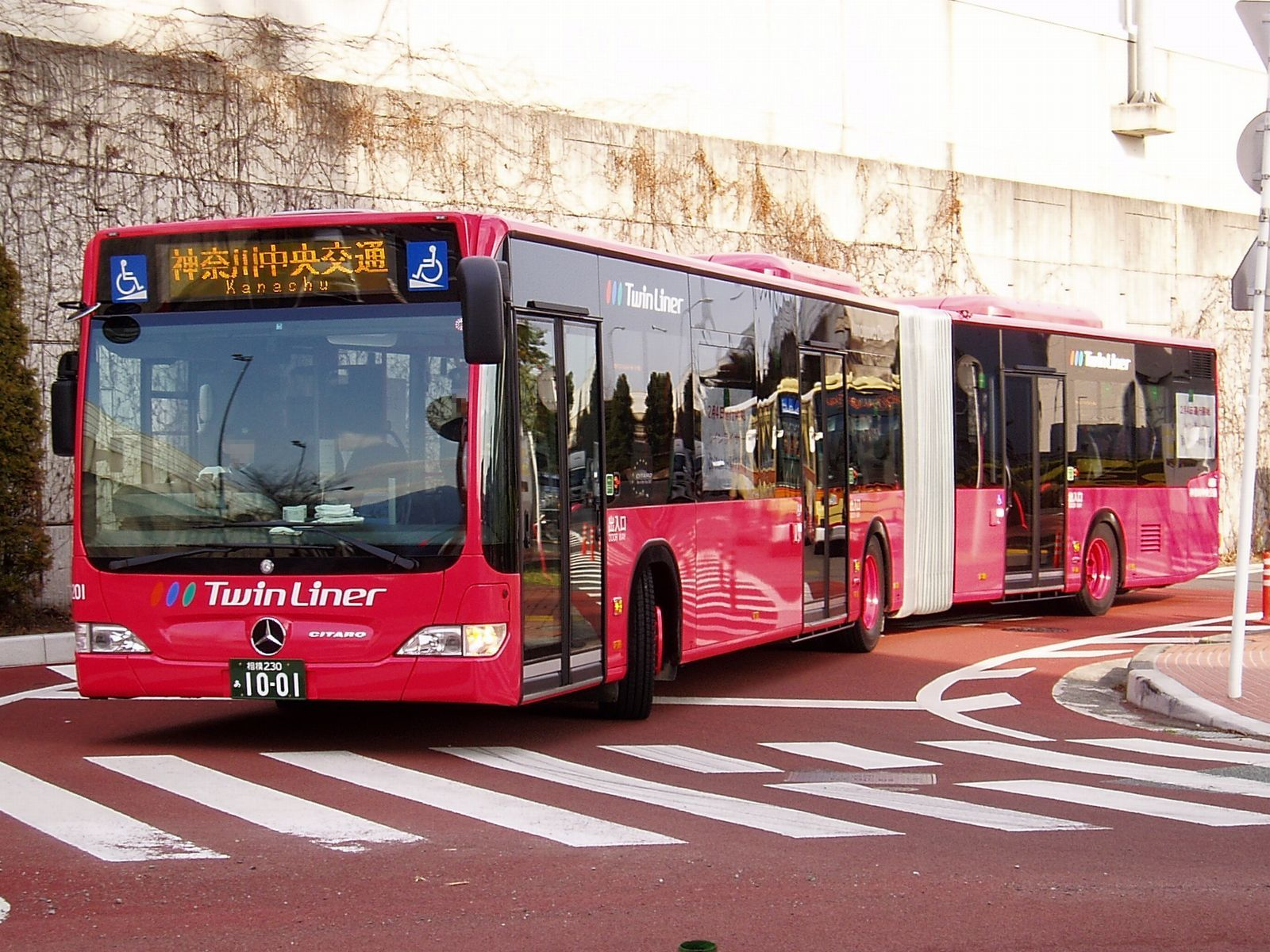
神奈川中央交通Citaro G (あ201)

2016年，為了替代車齡已有11年的Neoplan Centroliner(ち201-ち204),神奈川中央交通再購入4輛Citaro G C2(ま205-ま208)。

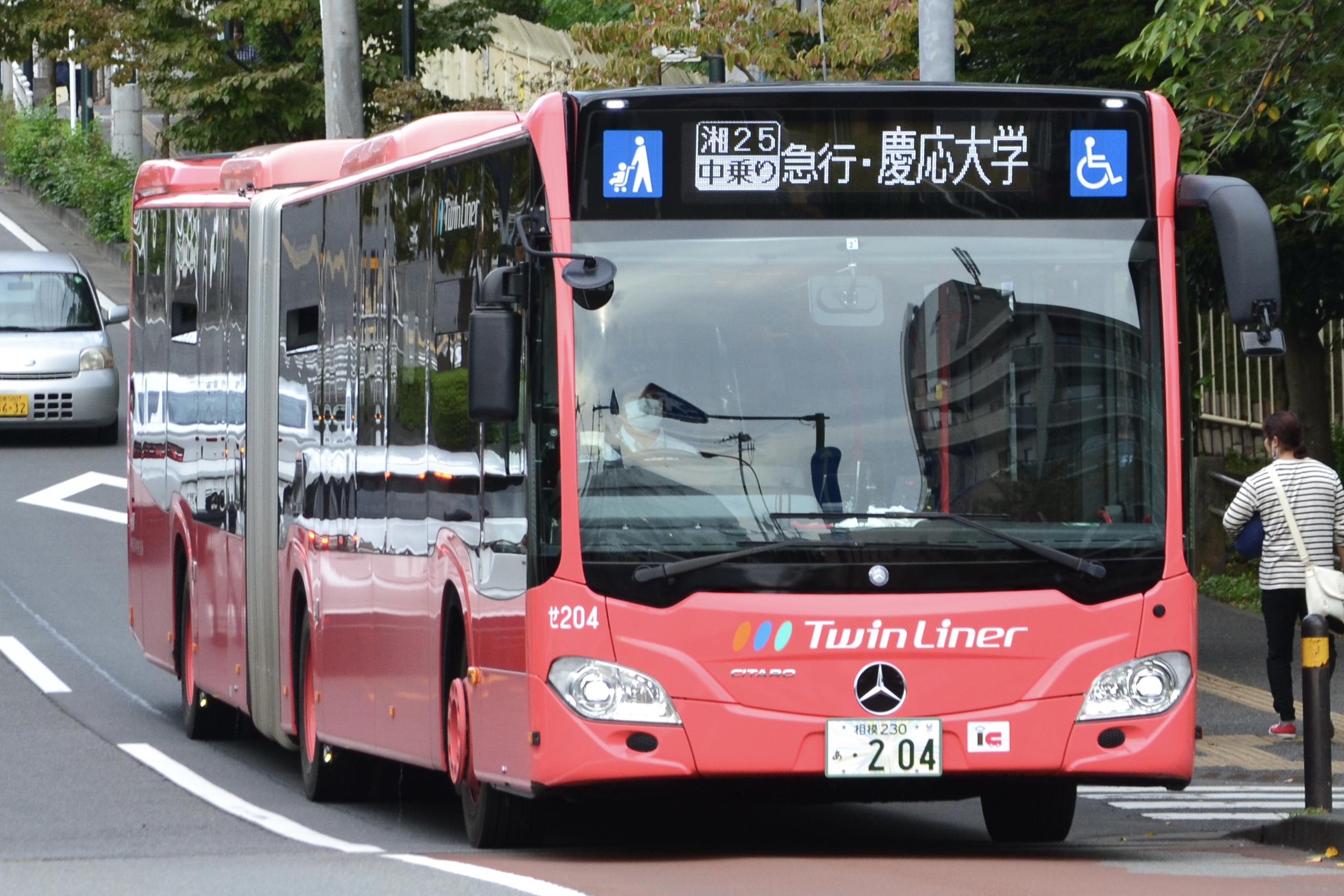
神奈川中央交通Citaro G C2(せ204)

- 岐阜巴士：2011年3月在柿后营业所引入4輛Citaro G，暱稱“清流Liner”。

- 神姬巴士：

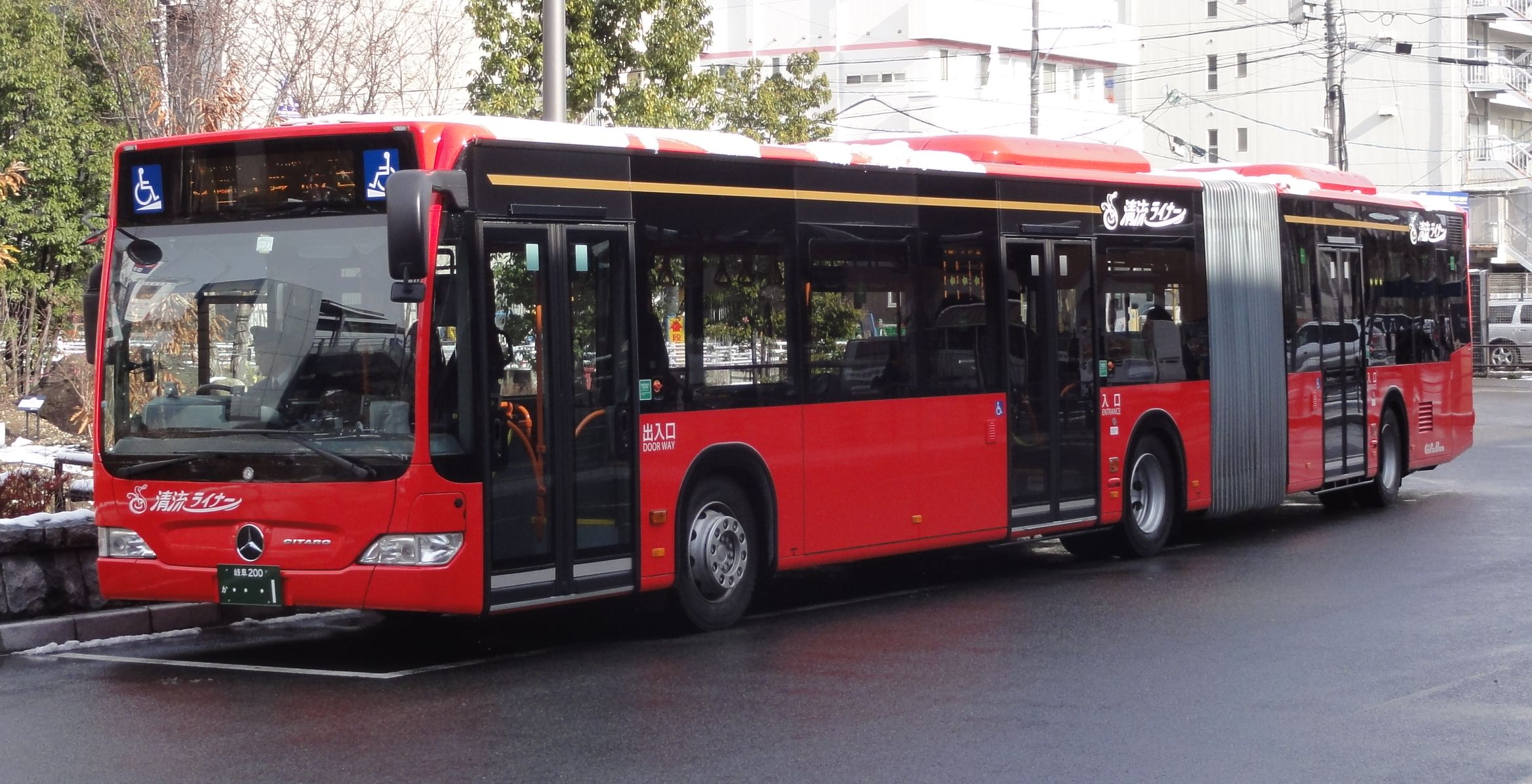
岐阜巴士Citaro G(1號車)

在三田市，以連接JR新三田站至科技公園、關西學院大學神戶三田校區和伍迪城的巴士路線為中心。早晚高峰時段的乘客比較多，巴士總站和總站之間的交通擁堵是由於缺乏運輸能力。
因此在2012年3月，國土交通省、兵庫縣、警察、三田市和神姬巴士公司組織的“三田市區域公共交通保障、維護和改善協議會”上，決定引入2輛運輸能力更高的鉸接式客車，將於2013年4月營運，暱稱“橙箭仁SANDA”。

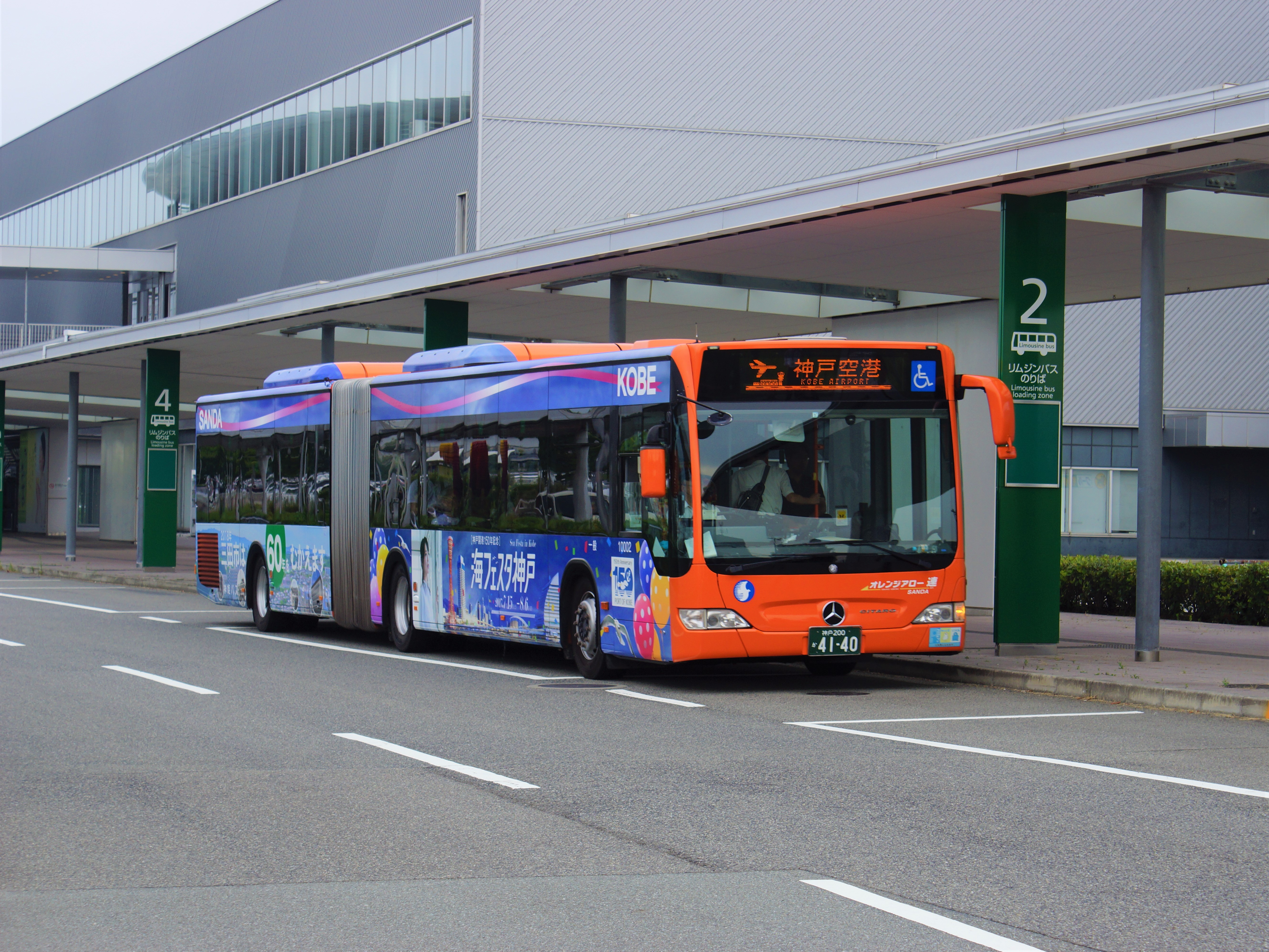
神姬巴士Citaro G(2號車)

- 近江铁道巴士：2016年4月在大津营业所引入2輛Citaro，暱稱“JOINT LINER”。

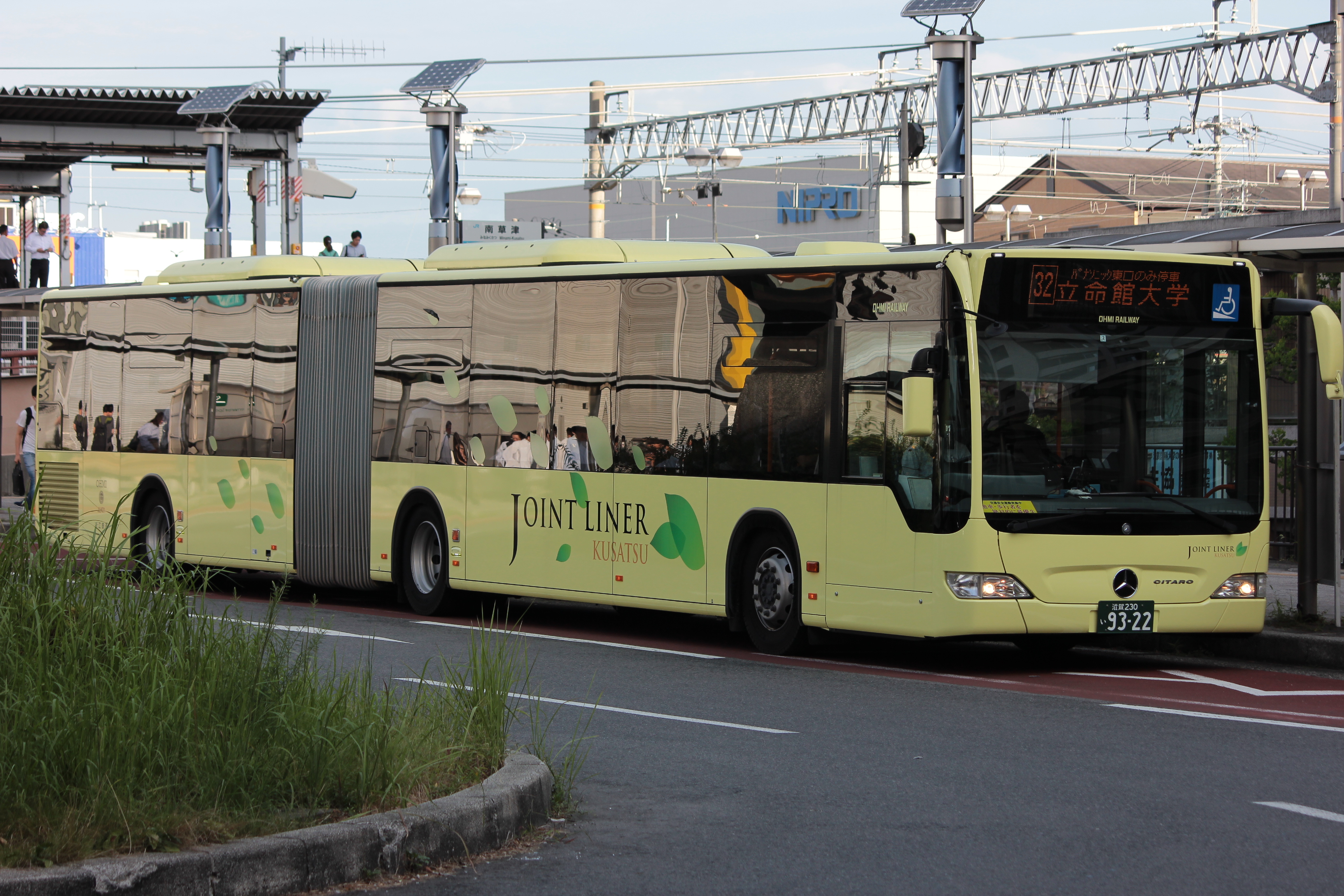
近江鐵路巴士Citaro G

- 南海巴士：位於大阪灣的關西機場是日本最主要的國際機場之一。機場設有2座航站樓。T1交通較為便利，可以乘南海電鐵或JR西日本去往大阪等地，而開業於2012年的T2則是低成本航空專用航站樓，交通也相對不便，需要通過巴士擺渡去往1號航站樓才能進城。2017 年負責機場範圍內的公眾地面公交的南海巴士引入2台第二代 Mercedes-Benz Citaro O530G 在關西機場範圍內運行，主要作為T1和T2間的免費穿梭巴士，成為該車型在日本的啟動用戶。

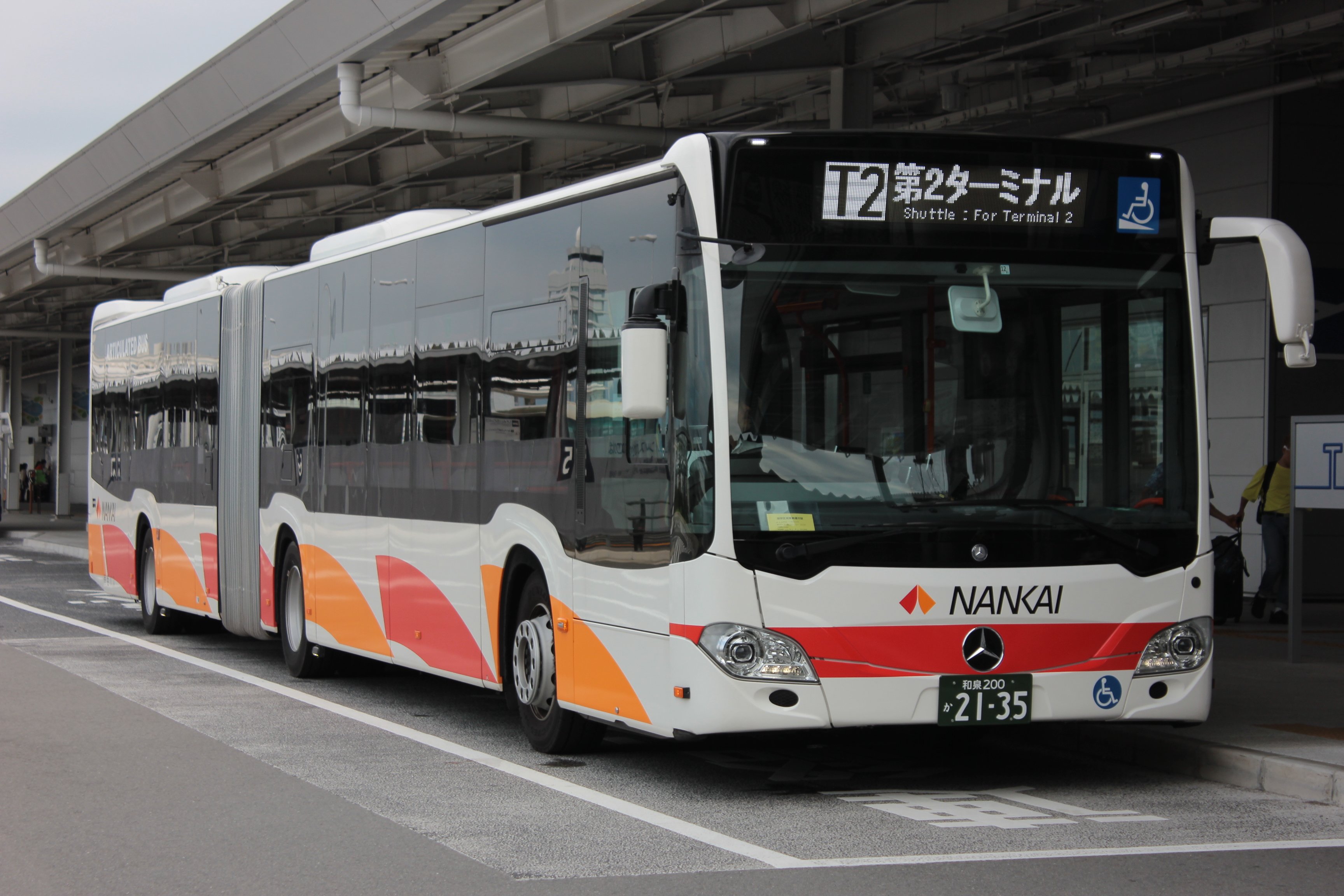
南海的Citaro G C2

- 西铁集团：6輛Citaro G在2017年6月作为福冈BRT的附加车辆与Scania K360UA车辆一起進駐中川营业所。 2019年爱宕滨营业所的Island City汽车营业所配备“福冈BRT”。2021年，竹下营业所将部分的Citaro G分配到福冈机场国内/國際航廈樓，以扩大BRT系統。

繼福岡市之後，北九州市的市中心循環BRT從2019年7月22日起開始運營總長18m、容量約128人的Citaro G鉸接式巴士。

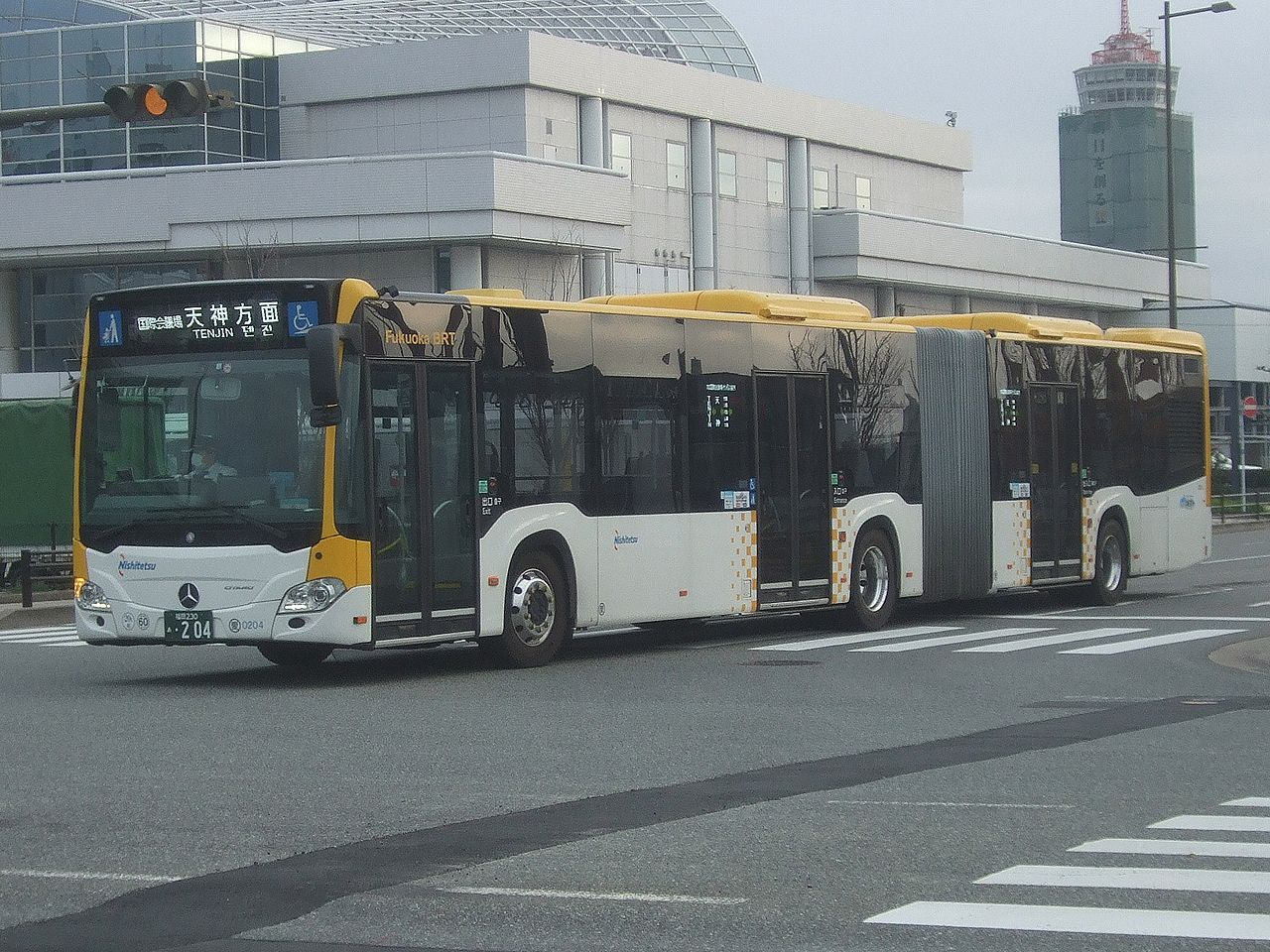
福岡BRT Citaro G C2

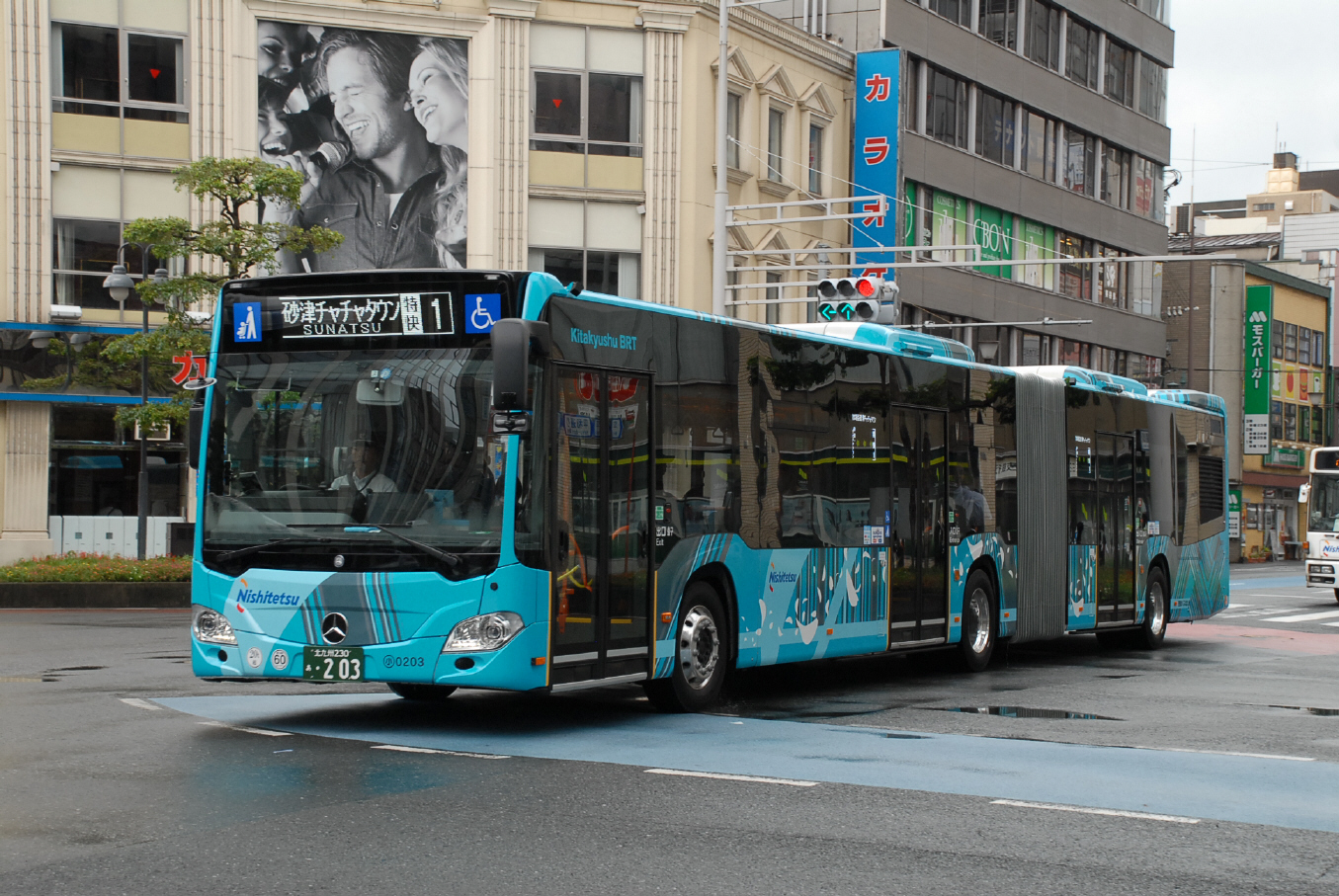
北九州市BRT Citaro G C2